# Altaussee
Altaussee ist eine Gemeinde mit 1913 Einwohnern (Stand: 1. Jänner 2025) im steirischen Salzkammergut in Österreich. Die Gemeinde liegt im Bezirk Liezen (Gerichtsbezirk Liezen) und umfasst mit 92,57 km² große Teile des Ausseerlandes und des Toten Gebirges. Der Ort am Fuße des Losers ist besonders als Kurort bekannt und liegt direkt am Altausseer See.
Die Besiedelungsgeschichte Altaussees geht auf die Zeit um 200 bis 400 nach Christus zurück, wobei der Salzbergbau eine tragende Rolle bei der Entstehung des Ortes spielte. Nach dem Ende der Römerzeit siedelten sich Slawen im Ausseerland an, die ab dem 8. Jahrhundert nach und nach von bairischen Siedlern assimiliert wurden. Im Mittelalter war das Gemeindegebiet zunächst Teil der landesfürstlichen Herrschaft Grauscharn-Pürgg, dann der Herrschaft Pflindsberg.
Im Lauf des 19. Jahrhunderts trat der Tourismus in Form der Sommerfrische in Erscheinung und löste in der Folge den Bergbau als wichtigsten Wirtschaftsfaktor ab. Während der Zeit des Nationalsozialismus wurde der Ort in die Verwaltungseinheit Reichsgau Oberdonau (Oberösterreich) eingegliedert, 1948 kam er wieder zurück zur Steiermark. Von 1943 bis 1945 bestand im Salzbergwerk Altaussee ein Kunstdepot für österreichische und deutsche Kunstgüter und NS-Raubkunst aus ganz Europa.
Altaussee gehört heute zu den Gemeinden mit der höchsten Anzahl an Übernachtungen im Bezirk Liezen. Das Salzbergwerk Altaussee ist die größte Salzabbaustätte Österreichs.

## Geografie

### Lage
Die Gemeinde Altaussee liegt im Ausseerland im steirischen Salzkammergut im Bezirk Liezen, Bundesland Steiermark. Altaussee erstreckt sich über eine Fläche von 92,57 km² und liegt auf einer Seehöhe von 712 m ü. A. am Westufer des Altausseer Sees am südwestlichen Rand des Toten Gebirges. Das Gemeindezentrum befindet sich in einem Talkessel, der nördlich vom Loser (1838 m ü. A.), östlich von der Trisselwand (1755 m ü. A.) und westlich vom Sandling (1717 m ü. A.) begrenzt ist. Der höchste Berg Altaussees ist der Schönberg mit 2093 m ü. A. an der Landesgrenze zu Oberösterreich. Durch die alpine Lage und den starken Anteil am Toten Gebirge besteht rund die Hälfte des Gemeindegebietes aus alpinem Ödland, der Rest sind Wälder, Grünland und sonstige Flächenformen.

### Gemeindegliederung

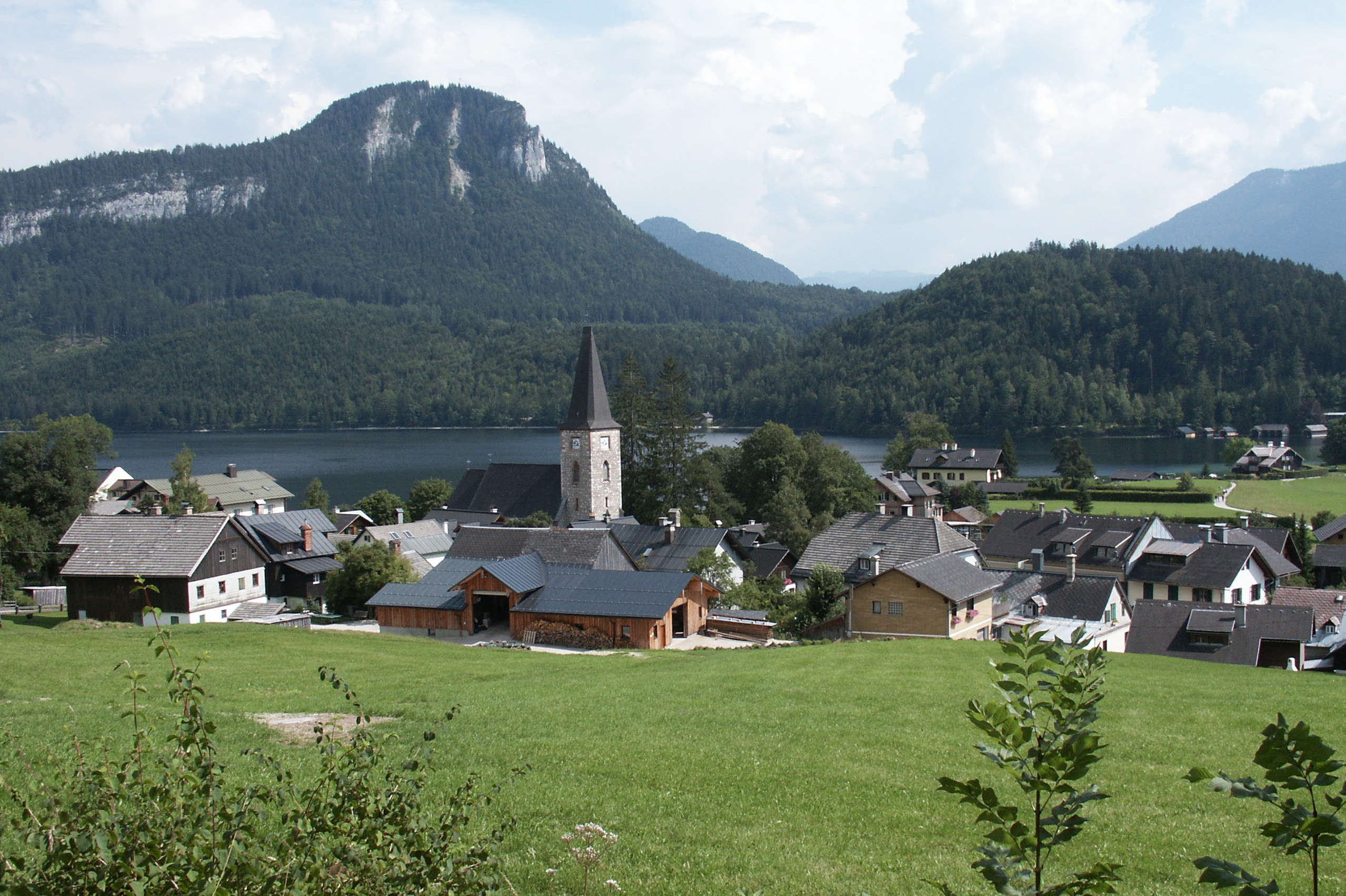
Die Ortschaft Fischerndorf mit Blick auf den Tressenstein

Altaussee besteht aus zwei Katastralgemeinden und gliedert sich in fünf Ortschaften:
- Die Katastralgemeinde Altaussee (8.320,81 ha) umfasst die Ortschaften:
  - das engere Ortsgebiet von Altaussee (328 Einwohner) samt Reith
  - Fischerndorf (281 Ew.) samt Posern
  - Lichtersberg (458 Ew.) samt Hinterposern, Moos, Ramsau, Steinberg, Waldgraben, Wimm, Lupitsch, Bach, Gründl, Klaus, Mitteregg, Neunhäuser, Oberlupitsch und Unterlupitsch
  - Puchen (575 Ew.)
- Die Katastralgemeinde Lupitsch (936,66 ha) bildet eine eigene Ortschaft (271 Ew.) samt Arzleiten, Hollau und Platten.

Die Angaben in Klammern beziehen sich auf die Fläche Stand 31. Dezember 2023 und Wohnbevölkerung am 1. Jänner 2025.

### Nachbargemeinden
Nur zwei der sechs Nachbargemeinden Altaussees liegen in der Steiermark, das sind die beiden übrigen Gemeinden des Ausseerlandes Bad Aussee und Grundlsee. Die weiteren Nachbargemeinden liegen im oberösterreichischen Bezirk Gmunden (GM). Im Uhrzeigersinn und im Westen beginnend sind diese Bad Goisern, Bad Ischl, Ebensee und Grünau im Almtal. Alle Nachbargemeinden liegen im Salzkammergut.
| Bad Ischl (GM)   | Ebensee (GM)                                | Grünau im Almtal (GM) |
| Bad Goisern (GM) | Kompassrose, die auf Nachbargemeinden zeigt | Grundlsee             |
|                  | Bad Aussee                                  |                       |

### Gewässer und Heilquelle

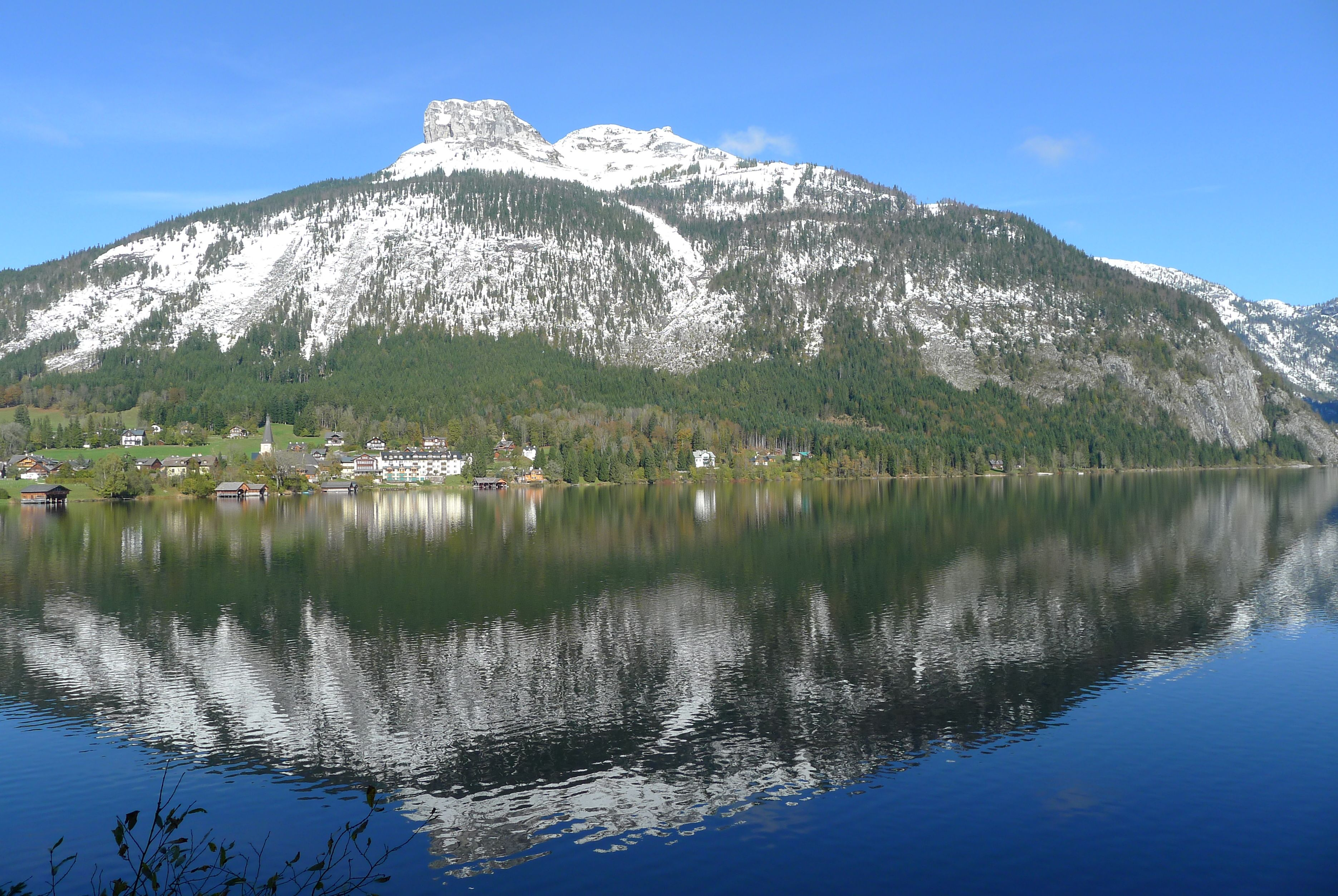
Blick über den Altausseer See auf den Loser, den Altausseer Hausberg

Der zur Gemeinde gehörende Altausseer See wird durch die Altausseer Traun entwässert, einen der drei Quellflüsse der Traun. Vom Nordwesten her kommend fließt der kleine Augstbach durch den Ort, der kurz nach deren Austritt aus dem Altausseer See in die Altausseer Traun mündet. Im Gemeindegebiet befinden sich auch der Augstsee, der Wildensee und der Ostersee.
Im Jahr 1938 wurde im Scheibenstollen des Salzbergwerks Altaussee nach 1207 Metern Vortrieb eine hypertonische borsäurehaltige Natriumsulfat-Chlorid-Quelle entdeckt.
Die Hauptquelle wurde 1961 gefasst und offiziell als Ausseer Heilquelle anerkannt. Das glaubersalzhaltige Wasser wird vom Salzbergwerk direkt zu den Trinkbrunnen der Trinkhalle im Altausseer Kur- und Amtshaus geführt. Im Rahmen einer Trinkkur soll es unter anderem Linderung bei Gallen-, Leber-, Magen- und Darmerkrankungen sowie bei Gicht verschaffen. Die Verschreibung der Trinkkur erfolgt durch den ansässigen Kurarzt. Das abgefüllte Heilwasser ist zudem in der Kleinen Feinen Kur Stefan im Kur- und Amtshaus erhältlich.

### Geologie

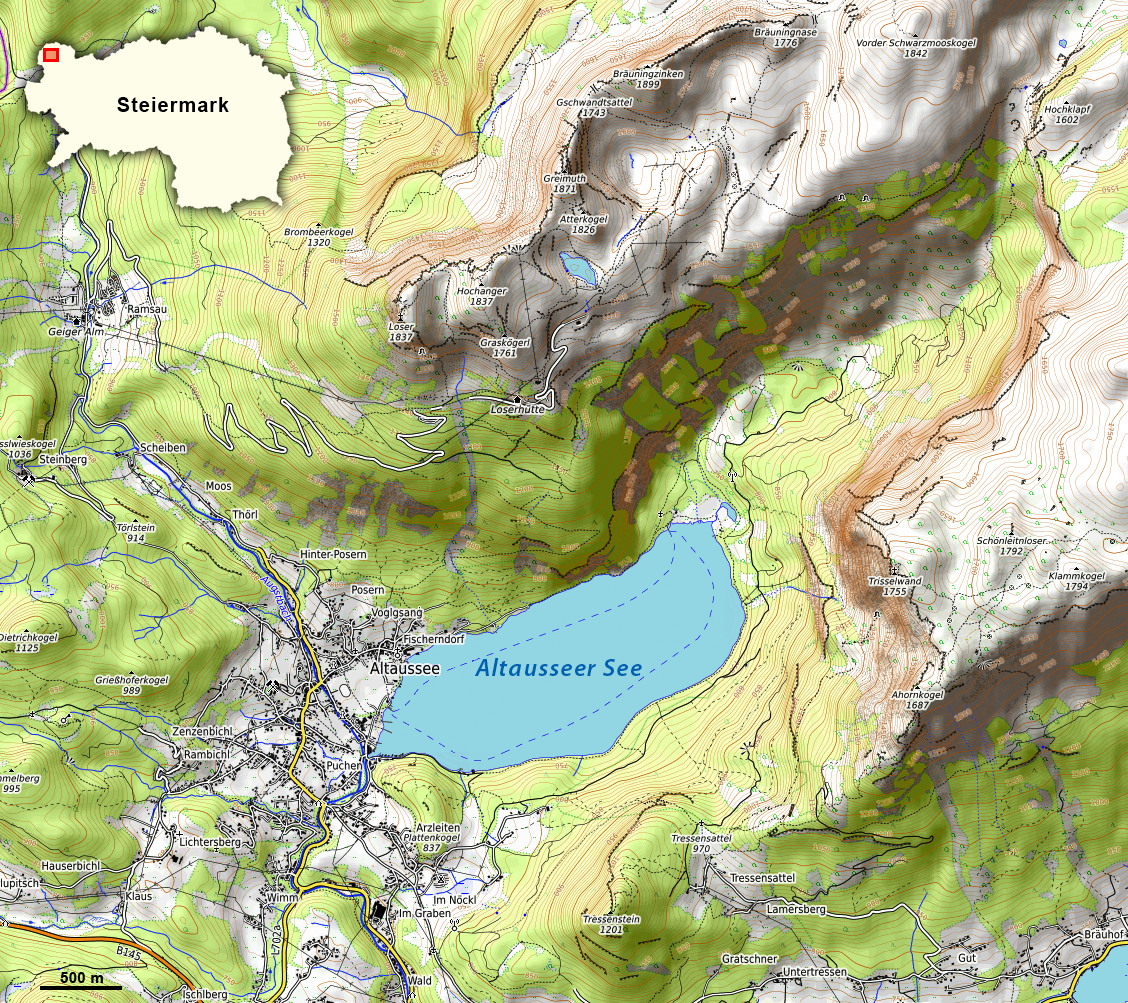
Topografische Karte des Altausseer Sees. Gut ersichtlich das eiszeitlich geformten Trogtal im Nordosten

Das Tote Gebirge, dessen Ausläufer Altaussee auf drei Seiten umgeben, besteht zum Großteil aus Kalkstein und Dolomit, die in den Meeren des Mesozoikums, insbesondere der Trias und Jura, vor ungefähr 210 bis 135 Millionen Jahren entstanden.
Im Westen Altaussees tritt überwiegend der Hallstätter Kalk der Trias, im Norden hauptsächlich der Dachsteinkalk der Trias und im Osten die Jura mit Plassen- und Tressensteinkalk sowie der Oberalm-Formation in Erscheinung. Den Süden Altaussees in Richtung Bad Aussee kennzeichnet eine hochglaziale Grundmoräne aus der Würm-Kaltzeit. Der Altausseer Siedlungskern selbst liegt komplett auf einem Schwemmkegel, der sich etwa acht Meter über den Seespiegel des Altausseer Sees erhebt.
Das Seebecken des Altausseer Sees wurde während der Würmvereisung als Zungenbecken eines Gletschers geformt. Es handelt sich um einen glazial übertieften Bereich einer schon präglazial vorhandenen Steilstufe am Rand der Dachsteinkalkplattform des Toten Gebirges.
Das Salzvorkommen im Sandling-Massiv entstand vom Oberperm bis zum Skythium und besteht aus alpinem Haselgebirge.
Mit der Verkarstung bildeten sich viele Dolinen und Höhlen, wie zum Beispiel die rund 86 km lange Raucherkarhöhle an der Grenze Altaussees zu Oberösterreich. Diese Höhle ist Teil des Schönberg-Höhlensystems, welches mit einer Länge von 140 km (Stand: September 2014) die längste Höhle Österreichs und der Europäischen Union ist. Das Höhlensystem liegt auf Platz 13 der Liste der längsten Höhlen der Welt.

### Klima

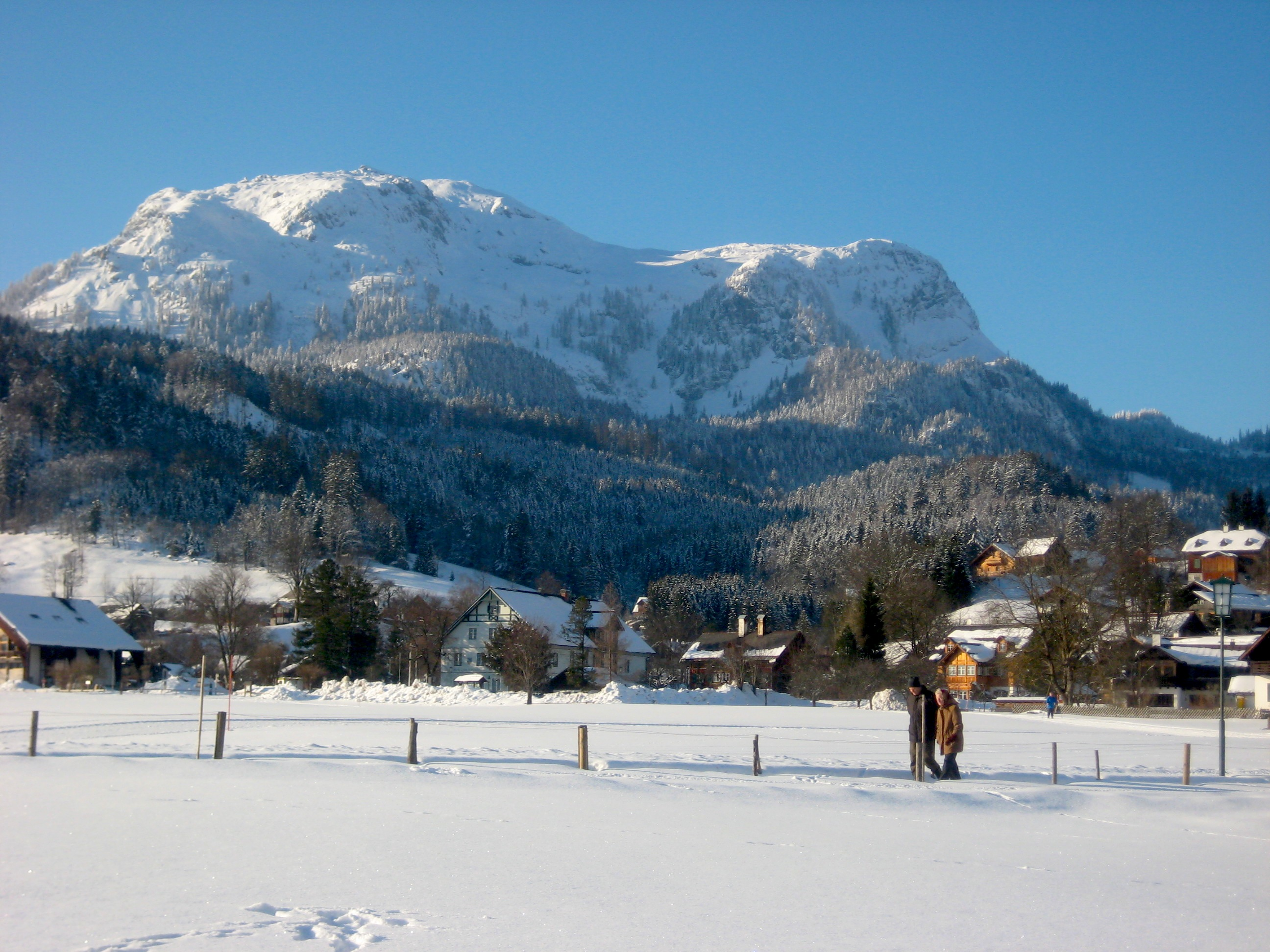
Das Fischererfeld zwischen den alten Ortschaften Altaussee und Fischerndorf mit Blick auf den Sandling

Das Klima in Altaussee ist durch seine geographische Lage im Ausseer Becken bestimmt. Es ist vor allem durch die Hochlage und die Lage im Nordstaugebiet gekennzeichnet. Das Resultat sind, bei Strömungslagen aus dem Westen bis Norden, oft tagelange Niederschlagsperioden, die im Winter mit großem Schneereichtum einhergehen. Mit 100 bis 120 Tagen Schneedecke pro Jahr gehört das Ausseer Becken zu den schneesichersten Beckenlagen Österreichs. Von Oktober bis Mai sind Schneefälle zu erwarten, wobei es von Dezember bis März im Durchschnitt jeden dritten Tag Neuschnee gibt.
Der Herbst ist mit einer relativen Sonnenscheindauer über 50 % die witterungsmäßig günstigste Zeit in der Region. Das Klima im Ausseer Becken ist oft, speziell im Winter, als Reizklima ausgebildet. Altaussee ist seit 1989 ein anerkannter Luftkurort.
|                        | Jan   | Feb  | Mär   | Apr  | Mai   | Jun   | Jul   | Aug   | Sep   | Okt  | Nov   | Dez   |   |         |
| Mittl. Temperatur (°C) | −2,5  | −1,0 | 2,8   | 6,6  | 12,2  | 14,8  | 16,7  | 16,5  | 12,6  | 8,0  | 2,0   | −1,5  | ⌀ | 7,3     |
| Mittl. Tagesmax. (°C)  | 2,0   | 4,7  | 9,1   | 13,1 | 18,9  | 21,2  | 23,4  | 23,5  | 19,5  | 14,6 | 6,7   | 2,4   | ⌀ | 13,3    |
| Mittl. Tagesmin. (°C)  | −5,7  | −4,7 | −1,3  | 1,8  | 6,5   | 9,5   | 11,4  | 11,4  | 8,1   | 3,9  | −1,1  | −4,4  | ⌀ | 3       |
|                        |       |      |       |      |       |       |       |       |       |      |       |       |   |         |
| Niederschlag (mm)      | 110,9 | 81,8 | 112,1 | 95,8 | 121,1 | 180,5 | 211,7 | 167,2 | 129,4 | 88,6 | 109,5 | 123,7 | Σ | 1.532,3 |
|                        |       |      |       |      |       |       |       |       |       |      |       |       |   |         |
| Regentage (d)          | 11,3  | 9,8  | 12,7  | 12,4 | 13,0  | 16,2  | 16,3  | 14,4  | 11,8  | 10,3 | 12,1  | 13,1  | Σ | 153,4   |

| −5,7 |

| −4,7 |

| −1,3 |

| 1,8 |

| 6,5 |

| 9,5 |

| 11,4 |

| 11,4 |

| 8,1 |

| 3,9 |

| −1,1 |

| −4,4 |

| −5,7 |

| −4,7 |

| −1,3 |

| 1,8 |

| 6,5 |

| 9,5 |

| 11,4 |

| 11,4 |

| 8,1 |

| 3,9 |

| −1,1 |

| −4,4 |

### Naturschutz

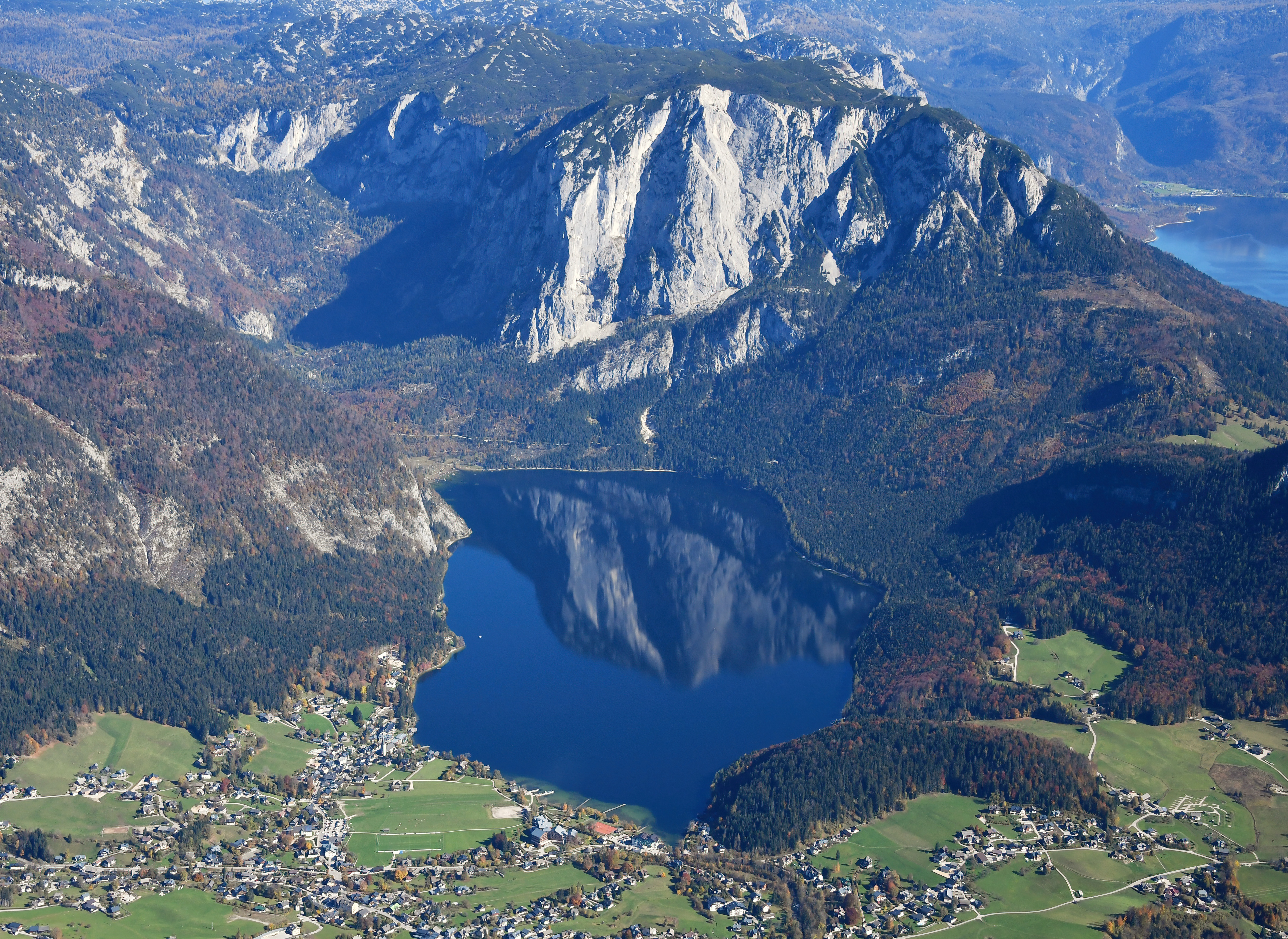
Altausseer See mit Trisselwand

Ein Großteil des Altausseer Gemeindegebiets steht unter strengstem Naturschutz. Es existieren folgende Naturschutzstufen:
- Natura 2000 Europaschutzgebiete (Totes Gebirge mit Altausseer See – AT2243000)
- Naturschutzgebiete (Altausseer See – NSG 03 a, Totes Gebirge West – NSG 16 a)
- Geschützte Höhlen (Nagelsteghöhle (Katasternummer 1626/5), Loserhöhle bei Aussee (1623/8), Raucherkarhöhle (1626/55), Schwarzmooskogeleishöhle (1623/40))
- Geschützte Landschaftsteile (Seeklaus / Altausseer Traun)
- Landschaftsschutzgebiete (LSG-14b – Salzkammergut West)
- Naturdenkmale (Wasserfall des Trattenbaches, Sommerlinde)
- ÖPUL Projektgebiete und Biotope

Die gesamte Gemeinde liegt zusätzlich im Geltungsbereich der Alpenkonvention.
Im Jahr 1997 hat die UNESCO einen kleinen Landstrich im äußersten Süden des Gemeindegebietes zur Pufferzone der Welterberegion Hallstatt-Dachstein-Salzkammergut erklärt.

## Geschichte

### Namensgeschichte
Der Name Altaussee wird standarddeutsch [ˈaltˌaʊseː] ausgesprochen. In der Ausseer Mundart heißt der Ort Åid'n Aussee [ˌɔidn̩ˈausːə] oder Åidaussee [ˈɔidˌausəː]. Erstmals urkundlich erwähnt wurde der Ortsname 1265 als Aussee interior (Inneres Aussee). Die Namensform „Alt Awssee“ wurde erstmals 1393 erwähnt. Das Präfix Alt- lässt sich dadurch erklären, dass der Name Aussee wahrscheinlich zunächst nicht das Siedlungsgebiet des heutigen Bad Aussee, sondern jenes Altaussees bezeichnete.
Die Etymologie des Wortes Aussee ist nicht genau geklärt. Die gängige Interpretation ist die Herkunft aus dem Altslawischen. Erklärungsversuche gehen von altslawisch osoje (der auf der Schattenseite liegende Ort) über altslavisch ov(i)sah (bei den Haferbauern) bis hin zu slawisch ovec/ovca (das Schaf). Eine andere Interpretation sieht in der ersten Silbe des Wortes Aussee das mittelhochdeutsche aust, bzw. althochdeutsche ougest (Ernte) und in der zweiten Silbe das mittelhochdeutsche se (See). Dieser Ansatz geht davon aus, dass den Namen ursprünglich der Altausseer See führte, bzw. dass Ort und See den gleichen Namen trugen.

### Urzeit, Kelten und Römerzeit
Die frühesten Zeugen menschlicher Siedlungstätigkeit im Ausseerland sind altsteinzeitliche Funde in der Salzofenhöhle im Toten Gebirge (Gemeindegebiet Grundlsee). Dort aufgefundene Holzkohlereste einer paläolithischen Feuerstelle konnten auf ein Alter von rund 34.000 Jahren datiert werden. Zahlreiche Relikte aus der Bronze- und der Eisenzeit, sowie eine bronzezeitliche Siedlungsstelle wurden entlang der natürlichen Verkehrslinie des Koppentales (Gemeindegebiet Bad Aussee) gefunden. Diese Funde sind im Kontext des nur 20 km entfernt liegenden Ortes Hallstatt zu erklären, der aufgrund seiner archäologischen Bedeutung namensgebend für die ältere Eisenzeit (800–450 v. Chr.) wurde. Die jüngere Eisenzeit/La-Tène-Zeit (500–100 v. Chr.), die von den Kelten getragen wurde, hinterließ archäologisch keine Spuren. Nur der Flussname Traun (aus keltisch druna, die Laufende) deutet auf keltische Besiedelung hin. Als Zeugen der römischen Herrschaft in Noricum wurden bei Ausgrabungen in Bad Aussee (Koppental), sowie am Altausseer Michlhallberg (Sandling-Massiv) spätrömische Siedlungsspuren entdeckt. Dem bisher geborgenen Fundmaterial zufolge dürfte die Siedlung im Altausseer Gemeindegebiet vom Ende des 2. Jahrhunderts n. Chr. bis ins späte 4. Jahrhundert bestanden haben. Es wird dort ein römerzeitlicher Salzbergbau vermutet.

### Slawen und Bajuwaren
Die Epoche der Völkerwanderung hinterließ keine Spuren im Ausseerland. Die nächste Bevölkerungsgruppe, die sich mit Sicherheit nachweisen lässt, waren die Slawen. Namensmäßige Spuren der slawischen Besiedelung sind im gesamten Ausseerland zu finden (Orts- und Flurnamen mit den Endungen -itz, -itsch, -isch; in Altaussee z. B. Lupitsch). Um 800 begann eine starke Zuwanderung von Bajuwaren. Wichtige Spuren der ersten Berührung der Slawen mit den Baiern sind wiederum die Ortsnamen. Die frühesten datierbaren Eindeutschungen von Ortsnamen im Ausseerland stammen aus der althochdeutschen Zeit vor 1100.

### Mittelalterlicher Salzabbau, Erzbistum Salzburg, Steiermark

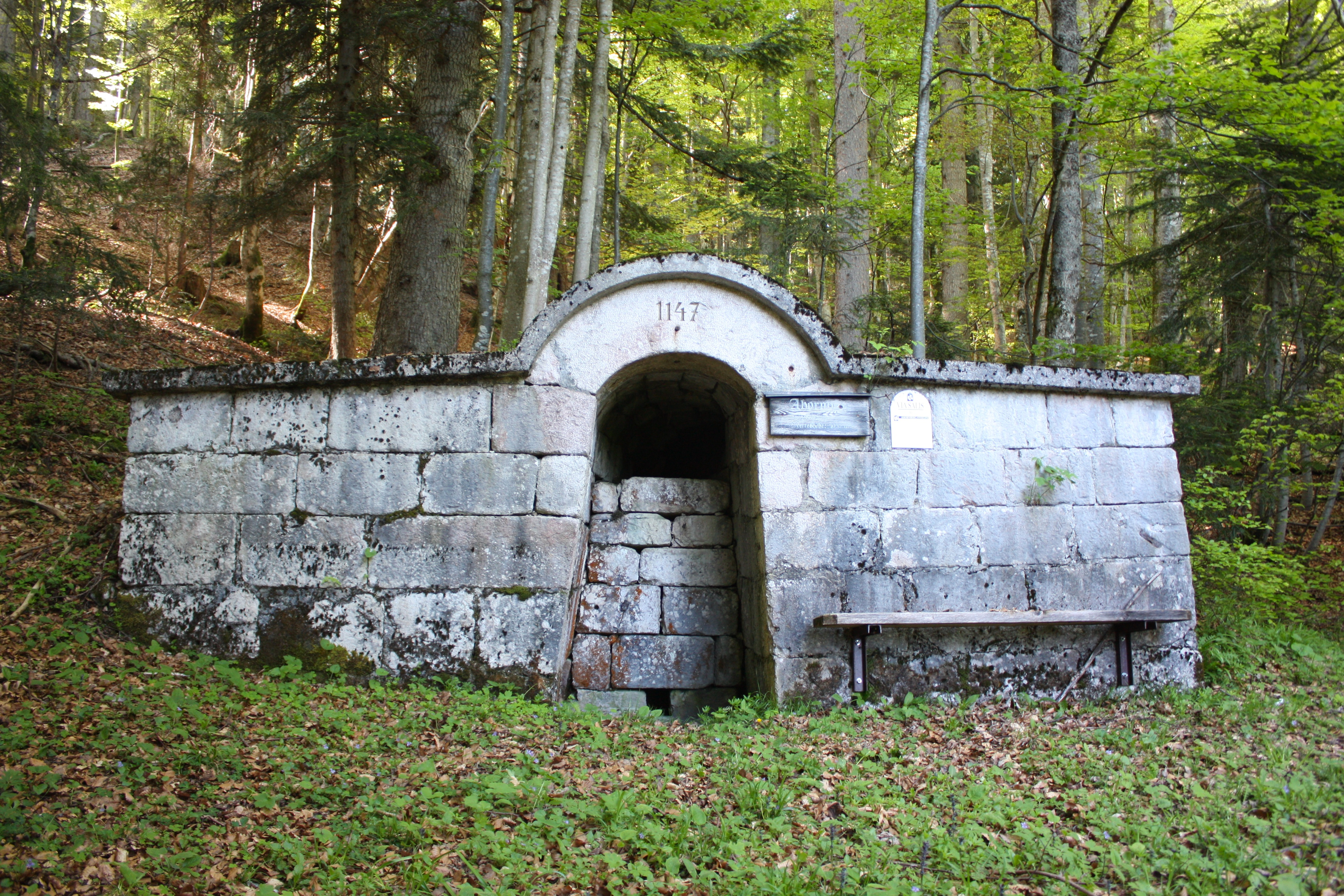
Der Ahornbergstollen am Sandling, 1147 erstmals urkundlich erwähnt, heute verfallen

Erstmals urkundlich erwähnt wurden Ansiedlung und Salzabbau im heutigen Gemeindegebiet Altaussees im Jahre 1147. Markgraf Ottokar III. schenkte dem Stift Rein bei Graz zwei Salzpfannen beim Ahornberg („in Enstal apud Mahorn“) am östlichen Abhang des Sandling.
Nach dem Tod des letzten Babenberger Herzogs Friedrich II. im Jahr 1246 besetzte der erwählte Erzbischof von Salzburg, Philipp von Spanheim, weite Teile des Ennstals und somit auch das Ausseerland. Zur Befestigung des neuen Machtanspruchs und zum Schutz der nahen Salzbergwerke am Sandling-Massiv und der Saumpfade erbaute er auf einem Hügel östlich von Altaussee die kleine Festung Pflindsberg.
Philipp von Spanheim musste sich nach dem Frieden von Ofen von 1254 wieder zurückziehen und die Burg und das Ausseerland fielen um 1260 wieder an die Steiermark. Die vorherige Geschichte des Ausseerlandes ist umstritten. Höchstwahrscheinlich war es im 12. bis 13. Jahrhundert Teil einer Grafschaft im Ennstal unter den Markgrafen der Kärntner Mark. Die Theorie, dass das Ausseer Gebiet vorher zur Grafschaft Traunau gehörte, lässt sich nicht nachweisen.
Im Jahr 1265 wurde die Burg Pflindsberg erweitert und als Vlinsperch castrum erstmals urkundlich erwähnt. Im gleichen Jahr wurde auch der Ort erstmals namentlich als Aussee interior erwähnt. Die Burg Pflindsberg war aufgrund der Schutzfunktion für die Saline und die Straße über den Pötschenpass gegen Ende des 13. Jahrhunderts eine wichtige Grenzfeste der Steiermark. Die Anlage entwickelte sich zum Verwaltungsmittelpunkt mit niederer Gerichtsbarkeit der eigenständigen Herrschaft Pflindsberg, die von der landesfürstlichen Herrschaft Grauscharn-Pürgg abgetrennt wurde. Sie umfasste rund 90 % der Güter des Ausseerlandes und war als Teil des Salzkammergutes landesfürstlich.
Das Pflegamt wurde von einem landesfürstlichen Beamten ausgeübt. Die kleine Festung fungierte zusätzlich als Sitz des für die Saline zuständigen Pflegamtes (Hallamt). Die beiden Ämter (Pfleger der Herrschaft Pflindsberg und Pfleger der Saline) wurden meist in Personalunion ausgeübt. Den Amtssitz der Salinenverwaltung verlegte man jedoch bereits 1395 in den Markt Aussee. Zwischen 1460 und 1490 wurde der Herrschaft die hohe Gerichtsbarkeit übertragen. Die Burgpfleger fungierten ab diesem Zeitpunkt auch als Landrichter und der Bergfried der Burg Pflindsberg diente als Gefängnis des Landgerichts.

### Protestantismus, Rekatholisierung (ab 1599), Dominanz des Salzabbaus

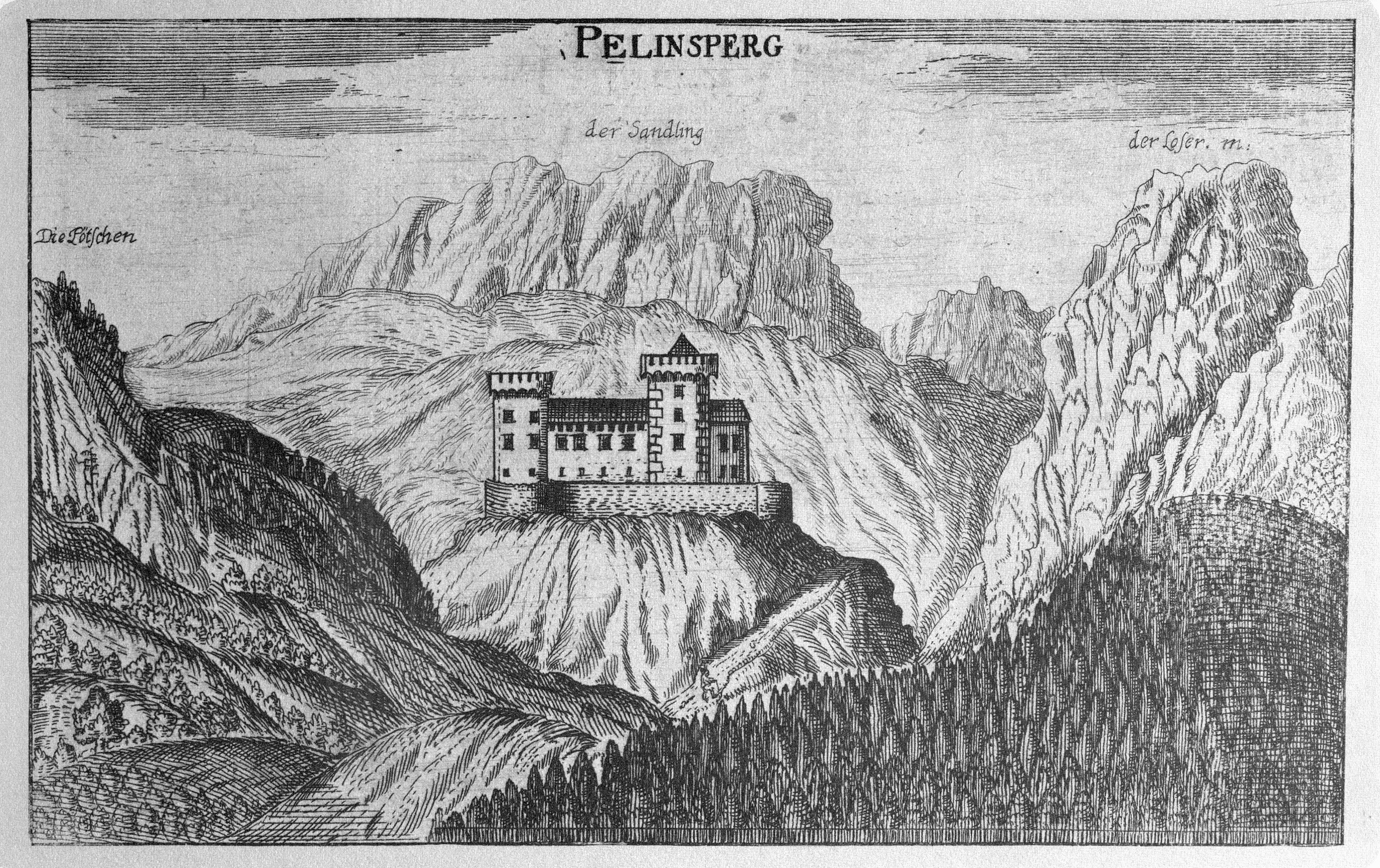
Die Burg Pflindsberg um 1681

Im Laufe des 16. Jahrhunderts wurde der Verwaltungssitz der Herrschaft Pflindsberg in den Markt Aussee verlegt. Mit der Reformation im 16. Jahrhundert war die Bevölkerung des Ausseerlands weitgehend protestantisch geworden. Ab 1599 setzte eine Rekatholisierungskommission gewaltsam die Gegenreformation durch. Von den größeren kriegerischen Auseinandersetzungen und sozialen Aufständen des 16. und 17. Jahrhunderts (Bauernkriege, Dreißigjähriger Krieg) blieb das gesamte Ausseerland verschont. Gründe für das Ausbleiben sozialer Spannungen waren ein relativ gesichertes Auskommen der Bevölkerung und weitreichende soziale Zugeständnisse von Seiten der Obrigkeit. Das gesamte Salzkammergut war ein geschlossenes Herrschaftsgebiet, das sich einer Monowirtschaft verschrieben hatte. Der einzige Erwerbszweig war die Salzproduktion, auf die alle wirtschaftliche Tätigkeit abgestimmt war. Die meisten Altausseer waren im Salzbergbau beschäftigt und daneben meist kleine Nebenerwerbsbauern, die gemeinsam mit ihren Familienangehörigen einen Teil der lebensnotwendigen Produkte selbst erzeugten. Als Privilegien gab es Badestuben für die Salinenbelegschaft und im Krankheitsfall die unentgeltliche Inanspruchnahme ärztlicher Hilfe.
Bereits 1764 wurde die Arbeitszeit im Bergwerk auf acht Stunden festgelegt. Überstunden wurden gesondert entlohnt. Zusätzlich bekamen die ständigen Arbeiter einen Naturallohn. Weiterhin stand den Arbeitern eine Altersversorgung zu. Die Einrichtung gewerkschaftlicher Knappschaftskassen, der so genannten Bruderladen, bot eine weitere soziale Absicherung.
Während der Napoleonischen Kriege marschierten zwischen 1800 und 1809 mehrmals französische Truppenverbände durch das Ausseerland. Im Jahr 1809 wurden deshalb der Koppen- und der Pötschenpass verschanzt und befestigt. Zu Kampfhandlungen kam es aber nicht. Im Jahr 1813 befestigte man den Pötschenpass abermals, dieses Mal mit mehreren Geschützstellungen, einem Pulvermagazin und zwei Kasernen. Die erwarteten Kämpfe um den Pass blieben aus, da Napoleons Truppen im Oktober 1813 in der Völkerschlacht bei Leipzig entscheidend geschlagen wurden.

### Anfänge des Tourismus

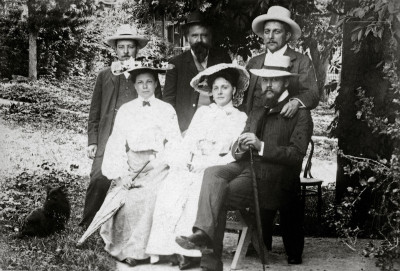
Hermann Bahr und Felix Salten in Altaussee, 1903

Während der Koalitionskriege besichtigte Kaiser Franz I. 1808 das Salzbergwerk Altaussee, zwei Jahre später Erzherzog Johann und 1812 schließlich Erzherzog Karl.
In der Folgezeit wurde das Salzkammergut für die Sommerfrische entdeckt. Das nahe Bad Ischl entwickelte sich zu einem prominenten Kurort und war ab 1849 kaiserliche Sommerresidenz. Durch die Anwesenheit des Adels in der Region wurde das Ausseerland immer mehr zum Anziehungspunkt für die vornehme Gesellschaft. 1847 baute der Offizier und Schriftsteller Joseph Christian Freiherr von Zedlitz auf Anraten Adalbert Stifters, der den Ort schon kannte, als erster Gast ein Sommerhaus am Altausseer See. Es folgte die Familie des Dichters August Daniel von Binzer. 1864 erwarb die Familie des späteren deutschen Reichskanzlers Chlodwig zu Hohenlohe-Schillingsfürst ein Haus und baute es zur Sommervilla um.
Schon bald zog es viele Künstler und Vertreter der Wiener Gesellschaft nach Altaussee, das seit 1848 durch die Aufhebung der Grundherrschaft eine politische Gemeinde geworden war. Im Jahr 1877 wurde die Kronprinz‑Rudolf‑Bahn eröffnet und das Ausseerland war schließlich infrastrukturell bestens für den Fremdenverkehr erschlossen.
Um die Jahrhundertwende verbrachten ihren Urlaub und wohnten in Altaussee vor allem Autoren um die Gruppe Jung Wien, wie Hugo von Hofmannsthal, Leopold Andrian, Raoul Auernheimer, Arthur Schnitzler, Richard Beer-Hofmann, Hermann Bahr und Jakob Wassermann. Letzterer verlegte 1919 seinen Wohnsitz nach Altaussee, wo er bis zu seinem Tod 1934 lebte. Auch Theodor Herzl verbrachte viele Sommer in Altaussee.
In den 1930er Jahren verbrachte Hermann Broch (1936–1938) die Sommermonate in der Gemeinde, ebenso wie Friedrich Torberg, der nach dem Zweiten Weltkrieg abwechselnd in Wien und Altaussee lebte. Nach dem Anschluss Österreichs wurde Broch im März 1938 in Altaussee verhaftet und im benachbarten Bad Aussee für drei Wochen inhaftiert. Sein nationalsozialistischer Briefträger hatte ihn als Kommunist denunziert. Dem Ende der Demokratie unter dem Austrofaschismus im Jahr 1933 hatte man in Altaussee schon 1935 ein Denkmal gesetzt: Im Steinbergstollen des Salzbergwerks Altaussee wurde zum Gedenken an den 1934 ermordeten Diktator Engelbert Dollfuß eine Barbarakapelle errichtet.

### Nationalsozialismus, NS-Raubkunst, Widerstand, Alpenfestung

Abstimmungs-Gedenktafel zur Volksabstimmung zur Vereinigung Österreichs mit dem Deutschen Reich, Altaussee 1938

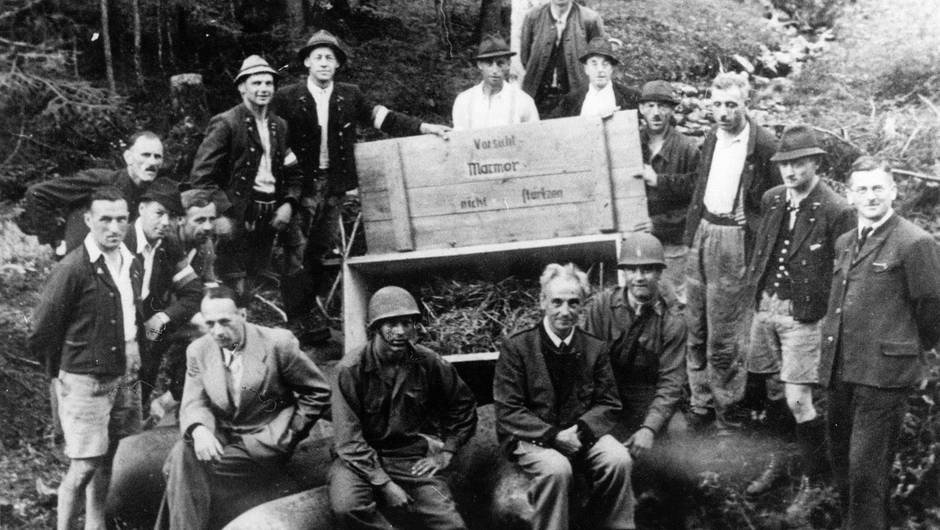
Gruppenfoto nach der Bergung der in Holzkisten verpackten 500-kg-Bomben aus dem Bergungsort Salzbergwerk Altaussee, Mai 1945

Nach der Volksabstimmung 1938 zum Anschluss Österreichs an das Deutsche Reich, bei der in Altaussee nur eine einzige Nein–Stimme abgegeben wurde, wurde das gesamte Ausseerland in den Reichsgau Oberdonau (Oberösterreich) eingegliedert. Die Eigenständigkeit der Gemeinden Bad Aussee, Grundlsee und Altaussee wurde aufgelöst und eine Bürgermeisterei in Bad Aussee eingerichtet. Die Gemeindeämter Altaussees und Grundlsees waren fortan Außendienststellen von Bad Aussee. Die insgesamt 29 Altausseer Villen im Besitz jüdischer Familien wurden arisiert.
Der Ort zog in der Folge zahlreiche Nazi-Größen an, die diese Villen bewohnten. So zum Beispiel verbrachten drei nationalsozialistische Gauleiter regelmäßig ihre Ferien in Altaussee: August Eigruber, Konrad Henlein und Hugo Jury. Im Nachbarort Grundlsee residierte der NS-Propagandaminister Joseph Goebbels samt seiner Familie.
Im Jahr 1943 hatte man begonnen, im Salzbergwerk Altaussee ein Depot für Kunstgüter einzurichten. Im August desselben Jahres begann die Einlagerung von Kunstschätzen aus österreichischen Kirchen, Klöstern und Museen, um sie vor Bombenangriffen zu schützen. Ab Februar 1944 wurde der Bestand von etwa 4700 Kunstwerken eingelagert. Es war in ganz Europa geraubtes Kunstgut, das unter dem Decknamen Sonderauftrag Linz angesammelt wurde und für das geplante Führermuseum in Linz bestimmt war. Zum Kriegsende umfasste das gesamte Depot in elf stillgelegten Werksanlagen etwa 6500 Gemälde sowie zahlreiche Statuen, Möbel, Waffen, Münzen und Bibliotheken. Darunter auch ein Teil der so genannten Führerbibliothek. Der größte Bestand dieser Bibliothek wurde in der Villa Castiglioni im Nachbarort Grundlsee deponiert. Im April 1945 plante der Gauleiter August Eigruber eigenmächtig, die Kulturgüter zu vernichten. Zu diesem Zweck ließ er acht Fliegerbomben mit je 500 kg in die Stollen des Salzbergwerkes transportieren. Die Zerstörung der Kunstschätze und des Bergwerks konnte jedoch in letzter Minute von der Salinenverwaltung, den Bergungsbeauftragten und Bergleuten verhindert werden. Das Kunstdepot wurde im Mai 1945 von der U.S. Army beschlagnahmt, die Kunstwerke in den folgenden Jahren nach München in den Central Collecting Point gebracht. Hier setzte der schwierige Prozess der Rückgabe ein, der bis heute nicht abgeschlossen ist. Der Gesamtwert der im Bergwerk deponierten Kulturgüter wurde nach dem Krieg auf ungefähr 3,5 Milliarden US-Dollar geschätzt. Der deutsch-österreichische Spielfilm Ein Dorf wehrt sich (2019), der an Originalschauplätzen gedreht wurde, handelt von der vereitelten Zerstörung der Kunstschätze und des Bergwerks.
Ab dem Frühjahr 1944 gab es im Toten Gebirge, nördlich des Losers in der Nähe der Schwarzenbergalm, ein Dauerversteck für Ausseer, Goiserer und Bad Ischler Wehrmachtsdeserteure, Wehrdienstverweigerer und Widerstandskämpfer. Dieses Versteck, Igel genannt, wurde von Vertrauenspersonen aus der Bevölkerung mit Lebensmitteln versorgt. Gegen Ende des Krieges hielten sich dort an die 20 Personen auf.
Das Ausseerland war Teil der so genannten „Alpenfestung“ und 1944/45 ein letztes Rückzugsgebiet für nationalsozialistische Partei- und Regierungsstellen und Wehrmachtstäbe. Zuflucht suchten aber auch ganze Regierungen, die von den Nationalsozialisten in den Balkanstaaten eingesetzt worden waren. So hielten sich zu Kriegsende neun profaschistische Exilregierungen aus Osteuropa in Altaussee auf. Günther Altenburg fungierte zum Beispiel von Ende 1944 bis Kriegsende als Leiter der Dienststelle des Auswärtigen Amtes für Bulgarien und Rumänien (Büro Altenburg) in Altaussee, wo er die deutschlandhörigen Exilregierungen von Bulgarien und Rumänien betreute.
Ernst Kaltenbrunner, Chef des Reichssicherheitshauptamtes, verlegte Ende April 1945 sein Hauptquartier von Berlin in die Villa Kerry in Altaussee. Von dort aus versuchte er mit Hilfe Wilhelm Höttls Kontakt zu den Westalliierten aufzunehmen, um einen Sonderfrieden zu erreichen.

#### Kriegsende 1945

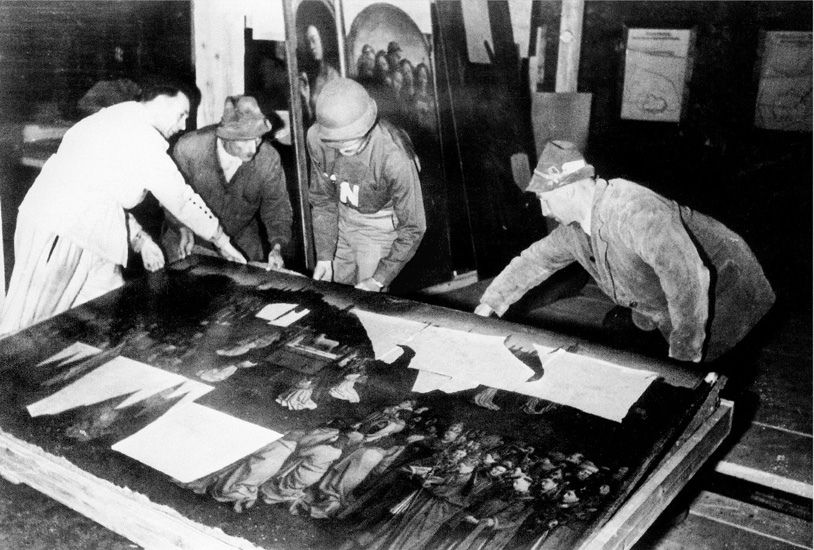
Der Genter Altar während der Bergung aus dem Salzbergwerk Altaussee, 1945

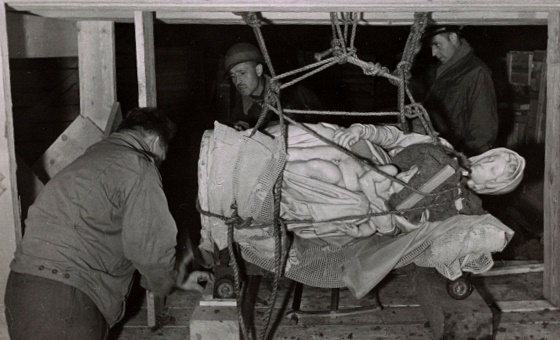
Michelangelos Brügger Madonna bei der Bergung aus dem Salzbergwerk Altaussee, 1945

Bei Kriegsende 1945 setzte sich eine Vielzahl an hohen NS-Funktionären und zentral für den Holocaust mitverantwortlichen SS-Mitgliedern nach Altaussee ab und versuchte dort unterzutauchen, darunter August Eigruber, Hugo Jury, Adolf Eichmann,
Franz Stangl (Lagerkommandant der Vernichtungslager Sobibor und Treblinka) und Anton Burger (Lagerkommandant im Ghetto Theresienstadt).
Am 8. Mai 1945, dem Tag der bedingungslosen Kapitulation der Wehrmacht, erreichten die Amerikaner das Ausseerland. Am nächsten Tag folgte die Hauptmacht der amerikanischen Armee. Zuvor hatte sich in Bad Aussee schon eine selbsteingesetzte Zivilregierung unter Albrecht Gaiswinkler gebildet, die die Ordnung wahrte und die Verpflegung der Bevölkerung sicherstellte.
Ernst Kaltenbrunner floh nach Kriegsende auf die Altausseer Wildenseehütte. Er wurde dort am 12. Mai 1945 von einer amerikanischen Militärstreife des CIC verhaftet. Bei Kriegsende entdeckte man bei der Villa Kerry, in der Kaltenbrunner gewohnt hatte, unter anderem eine Kiste mit circa 60 kg Raubgold. Ein Großteil davon ist seit den Wirren der ersten Nachkriegstage verschollen.

#### Kriegsopfer
In den beiden großen Kriegen des 20. Jahrhunderts sind insgesamt 162 Altausseer als Soldaten gefallen (44 im Ersten und 118 im Zweiten Weltkrieg).

### Zweite Republik
Am 1. Juli 1948 wurde das Ausseerland mit Altaussee wieder in die Steiermark zurückgegliedert. 1945 bis 1955 war es Teil der amerikanischen Besatzungszone in Österreich.
In den folgenden Jahrzehnten investierte die Gemeinde große Summen in die Infrastruktur. Im Jahr 1960 kaufte sie die 1884 errichtete Auspitzvilla im Ortsteil Fischerndorf und ließ sie als Kurhaus umbauen, das 1961 mit einem Trinkbrunnen für die Ausseer Heilquelle in Betrieb genommen wurde. 1969 begannen die Arbeiten zur Kanalisierung der Gemeinde, 1972 erfolgte der Bau des Volkshauses als Feuerwehrhaus, Veranstaltungszentrum und Turnsaal der Volksschule.
In den 1990er Jahren wurde das Kurhaus umgebaut und generalsaniert; 1994 zog dort die Gemeindeverwaltung ein und es dient seither als Kur- und Amtshaus. Von den ersten Gemeinderatswahlen nach dem Zweiten Weltkrieg bis 2010 stellte durchgehend die SPÖ den Bürgermeister Altaussees. Seit 2010 hat dieses Amt erstmals ein Kandidat der ÖVP inne.
Bis 2011 war Altaussee Teil der Expositur Bad Aussee, welche ab 1. Jänner 2012 in eine Außenstelle der Bezirkshauptmannschaft Liezen umgewandelt wurde.
Im Rahmen der steiermärkischen Gemeindestrukturreform stand ein Zusammenschluss mit den Gemeinden Bad Aussee und Grundlsee zur Debatte. Seit Februar 2013 ist allerdings entschieden, dass die drei Gemeinden eigenständig bleiben werden.

## Bevölkerung

### Bevölkerungsentwicklung und -struktur
Das Gemeindegebiet ist mit einer Bevölkerungsdichte von 21 Einwohnern je Quadratkilometer vergleichsweise dünn besiedelt; zum Vergleich: Die Steiermark hat eine Dichte von 78 Einw./km², Österreich 110 Einw./km² (Stand: 1. Jänner 2025).
Die Einwohnerzahl Altaussees war von 1951 bis 2012 konstant rückläufig. Im Jahr 2013 war ein leichter Anstieg zu vermerken. Der markante Anstieg der Bevölkerung von 1939 bis 1951 erklärt sich durch den massiven Zuzug von „Bombenflüchtlingen“ aus den Städten während des Zweiten Weltkrieges und von Heimatvertriebenen (vor allem aus dem Sudetenland) nach dem Zweiten Weltkrieg. Hatte die Gemeinde 1951 laut Volkszählung noch 2.267 Einwohner, so sank die Bevölkerung bis 2012 auf 1.777 und liegt somit unter dem Stand von 1910.
Die grobe Altersstruktur der Altausseer Bevölkerung zum 1. Jänner 2012 zeigt, dass 65,6 % der Altausseer über 15 und unter 65 Jahre alt sind. 11,9 % der Bevölkerung sind jünger, 22,5 % älter. Der Frauenanteil der Bevölkerung beträgt 49,9 %.
Laut Volkszählung 2001 hatten 8,1 % der Altersgruppe über 15-Jährigen den Abschluss einer Universität, Fachhochschule oder Akademie (Frauenanteil: 44,6 %), 10,1 % hatten die Matura (Frauenanteil: 49,9 %) und 51,1 % hatten eine Lehre oder berufsbildende mittlere Schule abgeschlossen (Frauenanteil 44,3 %). 30,7 % hatten nur einen Pflichtschulabschluss, darunter 68,3 % Frauen.

### Herkunft
Laut Statistik vom 1. Jänner 2012 waren 93,5 % der Altausseer Einwohner österreichische Staatsbürger und 90,7 % wurden in Österreich geboren. 4,7 % der Altausseer kamen aus anderen EU-Staaten, 1,7 % aus Nicht-EU-Staaten. In Altaussee wird, wie im gesamten restlichen Salzkammergut, eine Varietät des mittel- oder donaubairischen Dialekts gesprochen.

### Sprache
Bei der Volkszählung 2001 hatten als Umgangssprache angegeben:
- 96,1 % Deutsch
- 0,8 % Kroatisch
- 0,7 % Serbisch
- 0,5 % Ungarisch
- 0,2 % Slowenisch
- 0,1 % Bosnisch
- 0,1 % Türkisch
- 1,4 % eine andere Sprache.[72]

### Religion
Bei der Volkszählung 2001 gaben die Altausseer als Religionsbekenntnis an:
- 81,7 % römisch-katholisch
- 5,7 % evangelisch
- 0,7 % orthodox
- 0,3 % islamisch
- 0,1 % israelitisch
- 2,1 % sonstige Glaubensrichtungen

9,5 % der Einwohner gaben an, ohne Bekenntnis zu sein. Der einzige offizielle religiöse Versammlungsraum im Gemeindegebiet ist die katholische Pfarrkirche hl. Ägid in der Ortschaft Fischerndorf.
Die Kirche wurde erstmals 1280 urkundlich erwähnt, dürfte aber bereits im 12. Jahrhundert entstanden sein. Im Jahr 1770 stiftete Kaiserin Maria Theresia ein eigenes Vikariat, 1892 stieg dieses zur selbständigen Pfarre auf. Das Gebiet der Gemeinde Altaussee ist heute Teil des katholischen Pfarrverbunds der „Ausseerland-Pfarren“ und wird vom Pfarramt Bad Aussee aus betreut. Die Mitglieder der evangelischen Kirche gehören zur evangelischen Kirchengemeinde Bad Aussee.

### Lebens- und Wohnsituation
Altaussee verzeichnet eine immer wachsende Anzahl an Zweitwohnsitzen. Im Jahr 2006 waren mit 509 Wohnobjekten bereits 38,7 % aller Wohnungen und Häuser in der Gemeinde Zweitwohnsitze. Als Resultat sind Häuser und Grundstücke in Altaussee sehr teuer geworden und für Einheimische so gut wie nicht mehr leistbar. So zahlt man heute bereits bis zu 400 Euro pro m² Baugrund und die Wohnungspreise liegen zwischen 3.500 und 6.000 Euro pro m². Das tendenziell höhere Preisniveau, welches in tourismusintensiven Gebieten herrscht, wird im gesamten Ausseerland zusätzlich durch eine sehr hohe Millionärsdichte forciert, die heute eine der höchsten Österreichs darstellt.
Die Folgen dieser Entwicklung – starke soziokulturelle und sozioökonomische Veränderungen – zeigen Parallelen zu städtischen Gentrifizierungserscheinungen und führen zu einer Abwanderung junger Leute. Die Gemeinde Altaussee versucht zwar, mittels geförderter Wohnungen für Einheimische gegenzusteuern, von der Einführung einer Zweitwohnsitzsteuer, welche Gemeinden in vergleichbarer Situation einheben, wird bis dato aber abgesehen.
1999 wurde eine Siedlungsanlage errichtet, um ein leistbares Wohnungsangebot für Einheimische zu schaffen. In den Jahren 2012/13 erfolgten ein weiterer geförderter Siedlungsneubau und der Bau eines Generationenhauses für ältere und pflegebedürftige Menschen.

## Kultur und Sehenswürdigkeiten

### Architektur

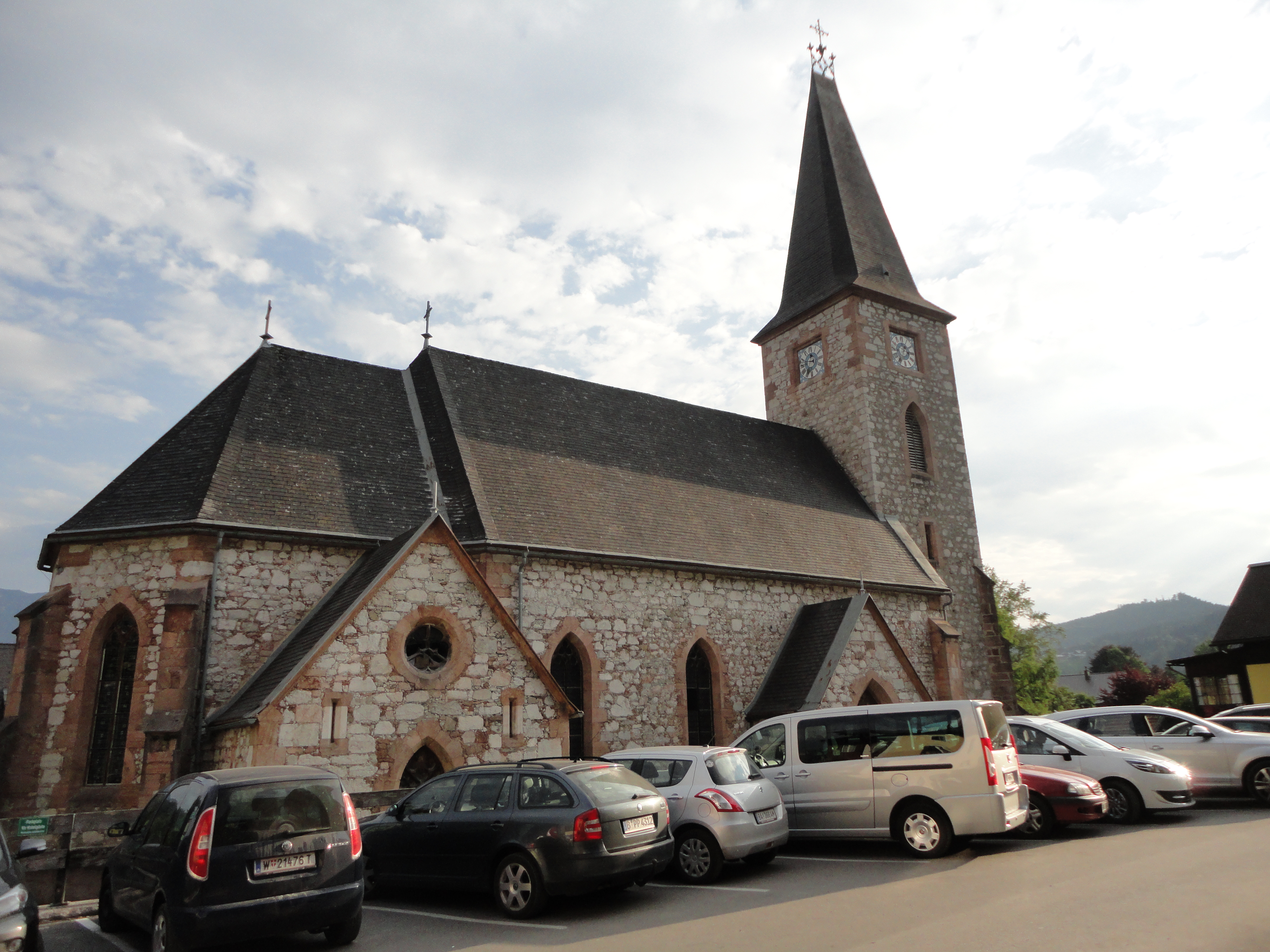
Pfarrkirche Altaussee

- Katholische Pfarrkirche Altaussee hl. Ägidius: Das älteste Bauwerk der Gemeinde ist die Pfarrkirche, sie wurde erstmals im Gesamturbar des Herzogtums Steiermark, das unter Albrecht I. zwischen 1280 und 1295 angelegt wurde, urkundlich erwähnt. Der Kirchenpatron weist auf eine Entstehung im 12. Jahrhundert hin. Der heutige Bau stammt aus dem Jahr 1434. Kaiser Franz Joseph I. finanzierte von 1859 bis 1861 einen vergrößernden Umbau im Stil der Neugotik. Vom Vorgängerbau ist u. a. noch ein spätgotisches Sakramentshäuschen erhalten (um 1520).[73][80]
- Burg Pflindsberg: Weiters im Gemeindegebiet befindet sich mit der Burgruine Pflindsberg der einzige größere mittelalterliche Wehrbau des Ausseerlands. Die Burg wurde um 1250 im Auftrag des erwählten Salzburger Erzbischofs Philipp von Spanheim als Wehranlage erbaut. Nachdem 1755 der letzte Bewohner die Burganlage verlassen hatte, wurde sie dem Verfall preisgegeben. 2000 errichteten die Österreichischen Bundesforste auf dem Gelände der ehemaligen Burganlage eine Aussichtswarte.
- Eine architektonische Rarität ist die Altausseer Freiluft-Gradieranlage, welche 1956 erbaut wurde. In ihr tropft Sole aus dem Altausseer Salzbergwerk über Tannenreisig, wodurch ätherische Öle freigesetzt werden. Eine regelmäßige Anwendung soll Linderung bei Bronchien- und Asthmaerkrankungen verschaffen.[81] In Altaussee ist mit der Mühlberg-Mühle auch eine historische Wassermühle erhalten. In den Sommermonaten findet wöchentlich ein Schaumahlen statt.[82]

### Museen und Kulturwanderwege

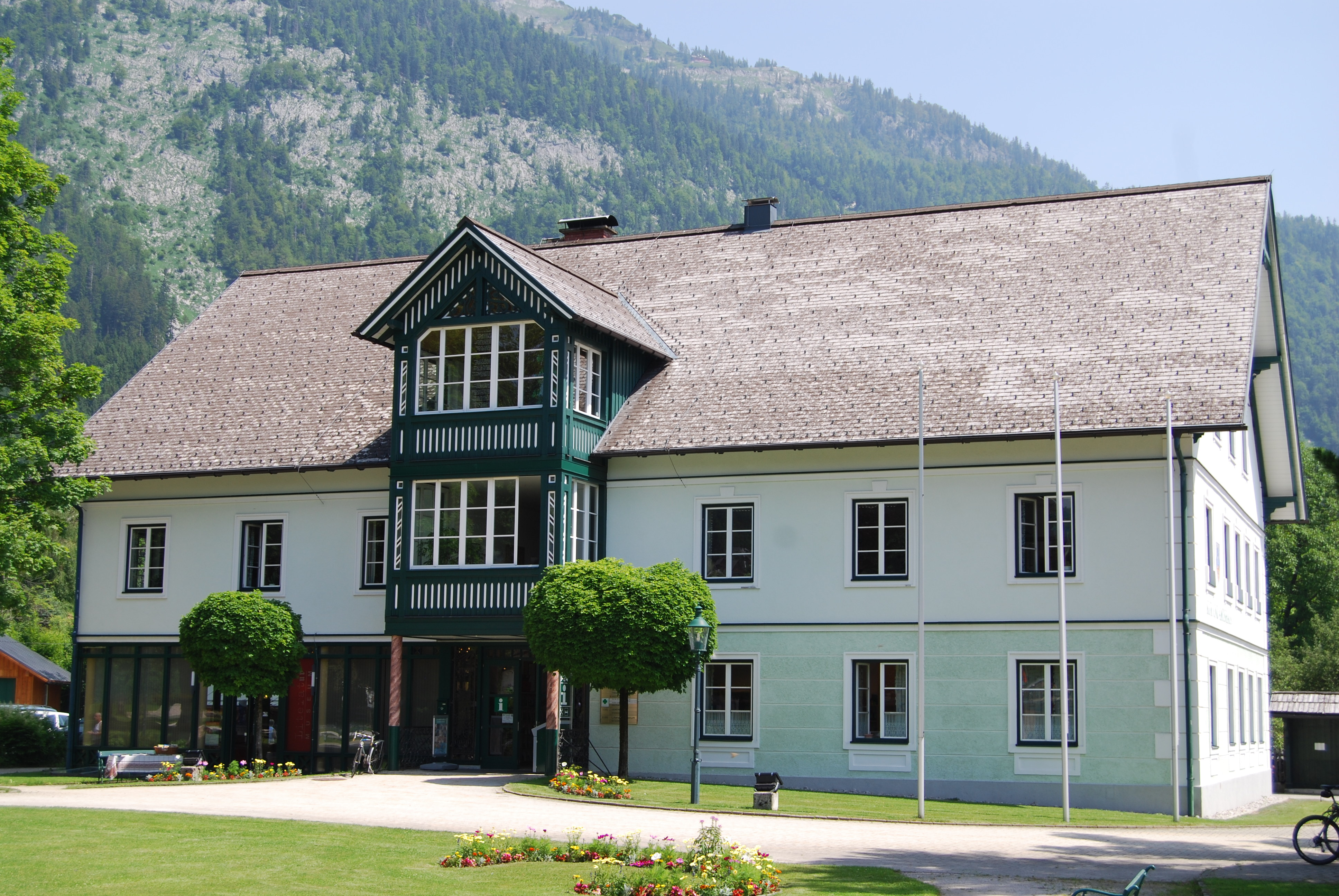
Altausseer Kur- und Amtshaus

Im Kur- und Amtshaus befindet sich das 1970 gegründete Literaturmuseum Altaussee. Der Schwerpunkt der Sammlung liegt auf Literaten, die in Altaussee gewirkt haben, wie Hugo von Hofmannsthal, Friedrich Torberg und Jakob Wassermann. Das Museum sieht sich als Ort der Begegnung für Literaturbegeisterte. Historische Exponate, Hör- und Videobeispiele, Lesungen, Bücherflohmarkt, Buchshop, Leseraum und Literaturgarten sollen zur Literaturvermittlung beitragen.
Das zweite Museum sind die Salzwelten Altaussee, das Schaubergwerk des Altausseer Salzbergwerks. Es befindet sich etwas außerhalb des Ortes an den nordöstlichen Hängen des Sandlings im 1319 angeschlagenen Steinbergstollen. Das zentrale Museum der Region ist das in Bad Aussee liegende Kammerhofmuseum mit Sammlungen zur Geschichte und Volkskultur des Ausseerlandes.
Im Altausseer Gemeindegebiet bestehen drei markierte Kulturwanderwege:
- Die Via Artis begibt sich auf die Spuren der im Verlauf der Geschichte in Altaussee weilenden Literaten und Künstler und umrundet dabei den Ortsteil Fischerndorf (fünf Stationen, Strecke: circa 4 km, Gehzeit: etwa 1 ½ bis 2 Stunden).[84]
- Die Via Salis folgt den Spuren des Salzbergbaus in Altaussee (23 Stationen, Wegstrecke: circa 8 km, Höhenunterschied: circa 300 m, Gehzeit: etwa 2 ½ bis 3 Stunden),[85]
- Die LiteraTour begibt sich auf einen literarischen Spaziergang durch den Ort (Ausgangspunkt ist das Literaturmuseum Altaussee).[86]

### Regelmäßige Veranstaltungen
Der Altausseer Kiritåg, dessen Bierzelt eines der bekanntesten Österreichs darstellt ist mit rund 20.000 Gästen an drei Tagen ist es eines der größten Zeltfeste des Landes. An den drei Bierzelt-Festtagen werden rund 600 Fässer Bier konsumiert.
Das Zeltfest findet seit 1961 jährlich am ersten Wochenende im September statt. Veranstalter des Bierzelts ist die Freiwillige Feuerwehr Altaussee, unterstützt durch andere Vereine, wie die ortsansässige Bergrettung, und Privatpersonen.
Jedes Jahr Ende Mai wird im Ausseerland das Narzissenfest veranstaltet. Der dazugehörende Bootskorso findet jährlich wechselnd einmal in Altaussee und einmal in Grundlsee statt.
Zweimal jährlich – in der Woche vor Ostern und in der ersten Oktoberwoche – finden in Altaussee die Fortbildungsworkshops der Internationalen Arbeitsgemeinschaft für Gruppenanalyse statt, an der mehr als hundert Kandidaten aus dem gesamten deutschen Sprachraum und zahlreichen Ländern Ost- und Südosteuropas teilnehmen.

### Kunst

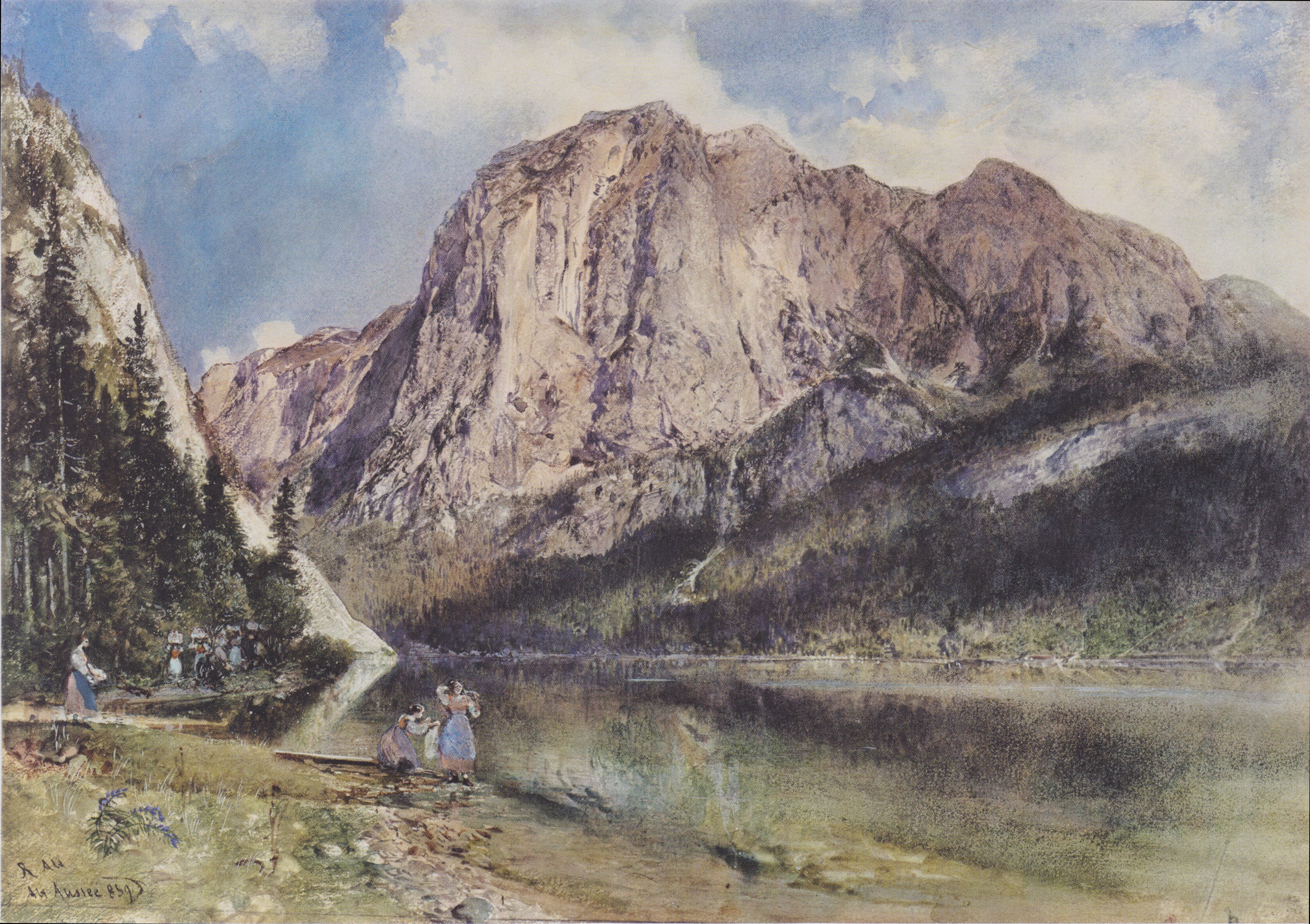
Rudolf von Alt: Altausseer See mit Trisselwand, 1839

Bekanntester Künstler Altaussees ist der Schauspieler und Regisseur Klaus Maria Brandauer. Er ist Vorsitzender des Vereins Poesie im Ausseerland, der jeden Sommer Kulturprojekte realisiert. Unter anderem inszeniere er mehrere Jahre lang William Shakespeares Ein Sommernachtstraum in der Altausseer Seewiese und Felix Mitterers Spiel im Berg im Salzbergwerk. Die Schriftstellerin Barbara Frischmuth lebt in der Gemeinde und leitet das örtliche Literaturmuseum. Der Altausseer Maler Horst K. Jandl ist vor allem für seine romantischen Landschaftsgemälde bekannt.
Die Ausseer Landschaft hat schon früh viele Maler angezogen. Zwischen 1801 und 1848 ließ Erzherzog Johann seine Kammermaler im Ausseerland arbeiten, unter anderen Jakob und Friedrich Gauermann, Matthäus Loder, Thomas Ender und Jakob und Rudolf Alt, wobei eine Vielzahl an Landschaftsbildern mit Altausseer Motiven entstand. Als weitere in Altaussee wirkende Maler sind Carl von Binzer, Anton Filkuka und Christl Kerry zu erwähnen.
Die alpine Landschaft Altaussees diente bereits des Öfteren als Filmkulisse. Der bekannteste Filmdreh in jüngerer Zeit fand 2015 statt, als dort Szenen für den James-Bond-Film James Bond 007: Spectre gedreht wurden. In Altaussee spielt z. B. auch der 2019 gedrehte Film Ein Dorf wehrt sich. Außerdem fanden hier die Dreharbeiten zum Fernsehfilm Letzter Kirtag (2020) statt, der auf dem gleichnamigen Altaussee-Krimi von Herbert Dutzler basiert.
Seit 2010 findet in Räumlichkeiten des Schaubergwerks Altaussee jeweils von Mai bis Oktober die Ausstellungsreihe Kunst am Steinberg statt. Die jährlichen Gruppenausstellungen bieten jeweils bis zu fünf zeitgenössischen Künstlern ein Forum für ihre Kunst. In Altaussee gibt es auch eine lange Tradition des Laienschauspiels.
Im Jahr 1924 wurde mit der Heimatbühne Altaussee die erste Theatergruppe des Ortes gegründet, welche bis 1935 bestand. Von 1949 bis 1957 spielte der Altausseer Geselligkeitsverein Glück-Auf Theater, und von 1979 bis 2005 brachte die wiedergegründete Heimatbühne Altaussee insgesamt 22 Stücke zur Aufführung. Im Jahr 2011 wurde mit der Bühne Altaussee ein neuer Theaterverein ins Leben gerufen, der wieder alljährlich ein Stück aufführt.

### Brauchtum

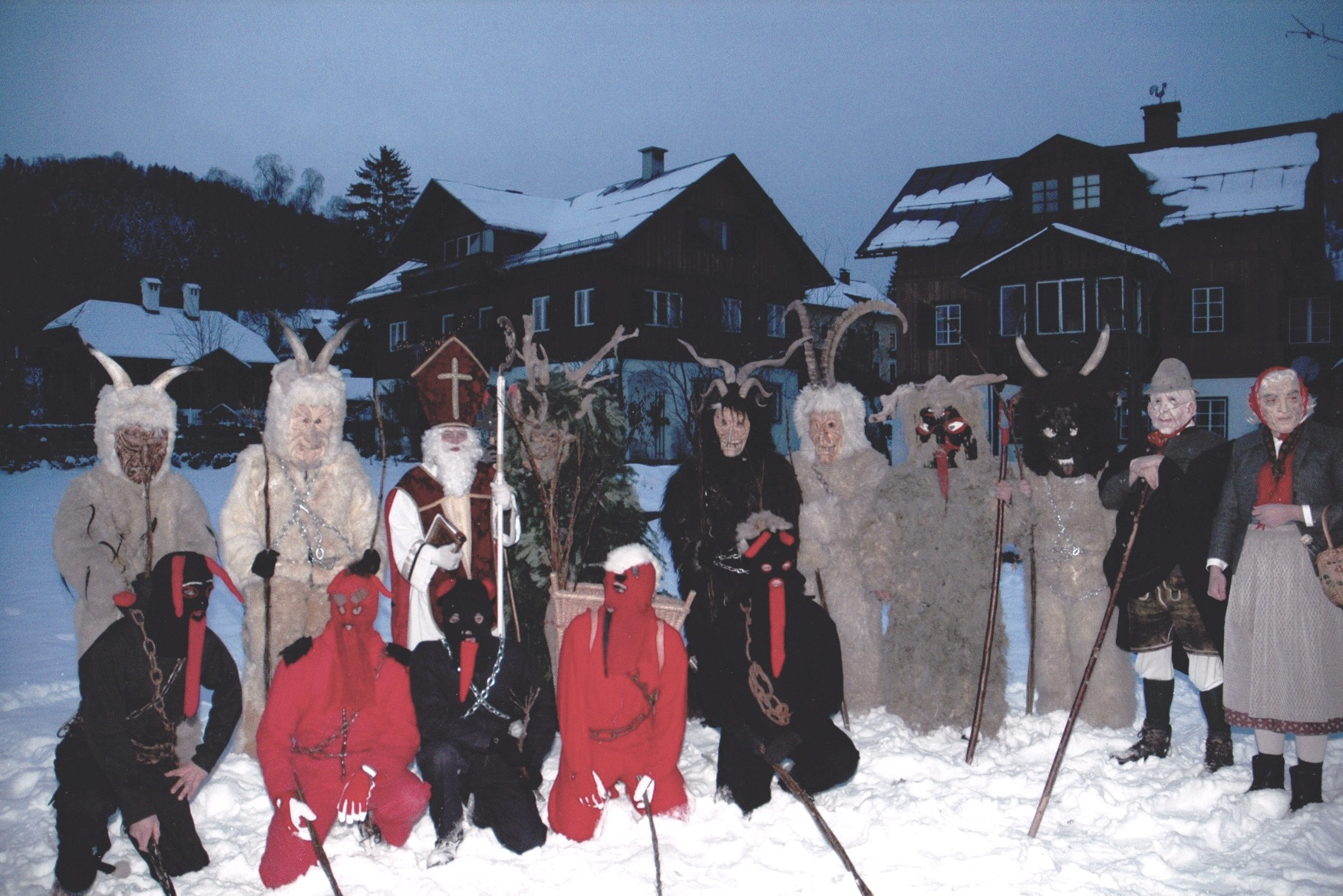
Die Altausseer Miglån der Schretthaus-Pass

Die meisten Bräuche gibt es um die Rauhnächte in der relativ langen Winterzeit. Am 5. Dezember ist der so genannte Miglåtåg (abgeleitet von Nikolaus – Nikolo – Niklo – Miklo). Am Abend ziehen die laut schreienden Miglån [miɡlɔn], wie die Krampusse in Altaussee genannt werden, in verschiedenen Gruppen (Pass’n) von Haus zu Haus und begleiten die Gestalt des Hl. Nikolaus bei ihren Kinderbesuchen. Neben den Pözteufön (Pelzteufeln) mit ihren geschnitzten Holzmasken gibt es schwarze oder rote Ganggerln in einer Montur aus Stoff, Miglåmandl und Miglåweuwö und die aufwendig hergestellten Figuren der Grosteufön aus Tannenreisig und Miasteufön (aus Moos und Flechten).
Am 5. Jänner ist der so genannte Glöckötåg (Glöcklertag). An diesem Tag gehen vormittags bis zwölf Uhr Kinder mit Glocken und weißen Leinensäcken von Haus zu Haus, um den Winter „auszuläuten“ und werden dafür mit Glöckökrapf’n und Süßigkeiten belohnt. Läuten bei einem Haus viele Glöckler, so bedeutet das viel Glück im neuen Jahr. Am Abend findet auf einem zentralen, meist tief verschneiten Feld im Dorfzentrum ein symbolischer Kampf der den Frühling repräsentierenden, laut läutenden Glöckler mit den Bärigln (Pelzperchten) statt, die den Winter repräsentieren. Die Glöckler wollen den Winter „ausläuten“, die Perchten versuchen, der Glocken der Glöckler habhaft zu werden und diese in den Schnee zu werfen, wodurch ein wilder Kampf entsteht. Nach dieser Aktion gehen die mit Fellen vermummten Perchten von Haus zu Haus. Dabei kontrollieren sie die Häuser auf Sauberkeit und dürfen, während sie ihr Gesicht noch verborgen halten, kein Wort sprechen. Um Mitternacht ist der Spuk dieser letzten Rauhnacht vorbei.
Auch um die Faschingszeit gibt es eine Vielzahl an Bräuchen, die in den so genannten heiligen drei Faschingstagen von Faschingssonntag bis Faschingsdienstag kulminieren. Während dieser Tage gehen die Maschkera (maskierte Faschingsgeher) um und es finden die so genannten Faschingsbriefe statt, in denen bei einer bissigen, meist musikalisch begleiteten Aufführung über peinliche Verfehlungen von Personen aus der Dorfgemeinschaft hergezogen wird. Weiters gibt es Schützenumzüge, den Umzug der Trommelweiber am Faschingsmontag und den der aufwendig gestalteten Altausseer Knopferln am Faschingsdienstag. Über all dem Treiben steht akustisch drei Tage lang der ausgelassene Ausseer Faschingsmarsch.
Nur in der auf den Fasching folgenden Fastenzeit werden im steirischen Salzkammergut die Beigel, ein salziges, ringförmiges Laugengebäck gebacken. Am Palmsonntag, dem letzten Sonntag in der Fastenzeit, verteilen Kinder zuvor geweihte Palmbuschen an Nachbarn und Bekannte.

### Musik und Tracht

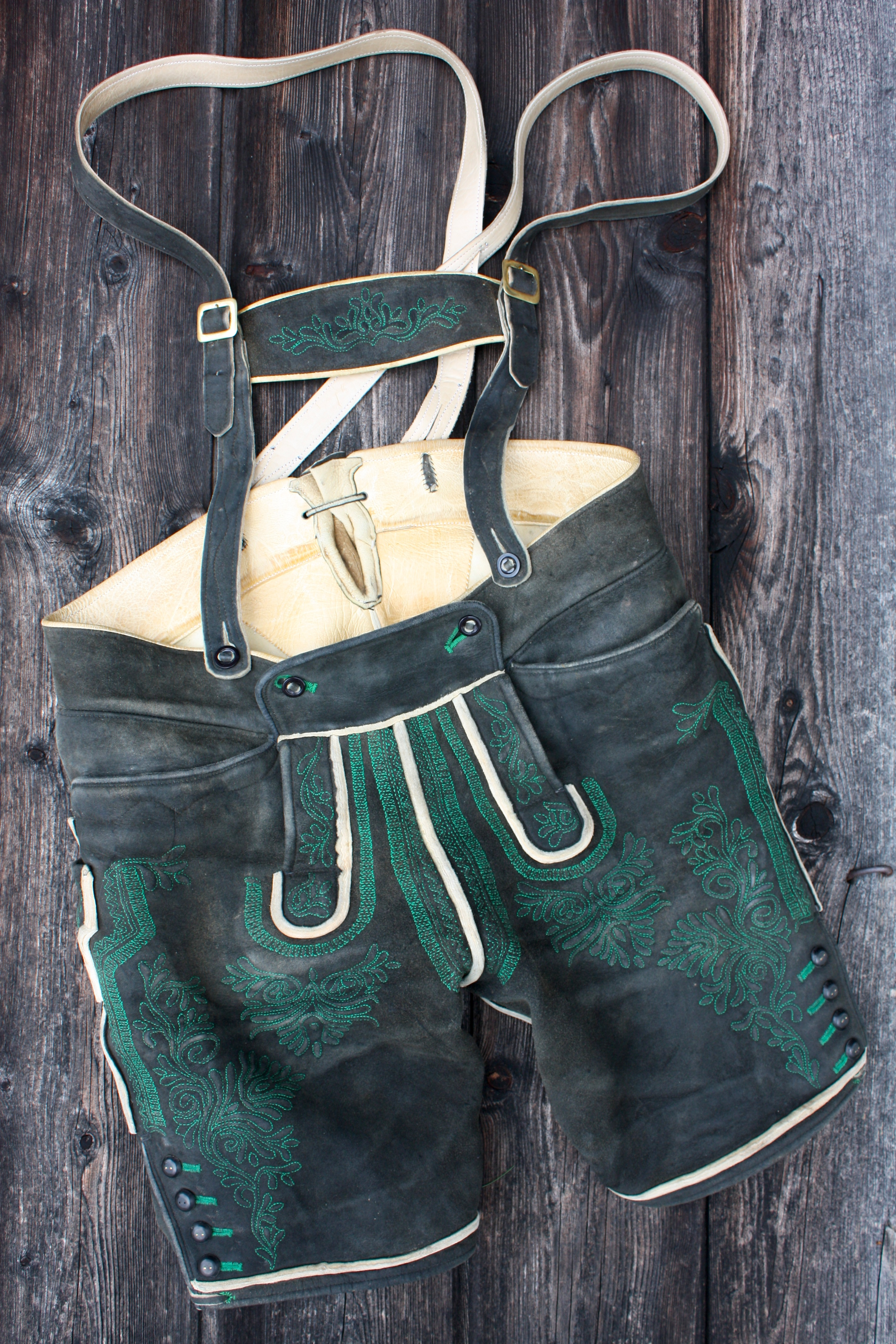
Traditionelle Altausseer Lederhose

In Altaussee dominieren die Volksmusik und die Neue Volksmusik. Wie im übrigen Salzkammergut werden auch in Altaussee die überlieferten Liedformen wie Jodler, Landler und Steirer weitertradiert und variiert. Das Gstanzlsingen und Paschen beim Steirer, beim Schleinigen und beim Landler ist besonders charakterisierend für die Volksmusik im inneren und steirischen Salzkammergut. Die wichtigste Musikgattung ist die Tanzmusik in ihrer Form als Geigenmusik. Zentrale Instrumente der Ausseer Volksmusik sind Geige, Kontrabass, steirische Ziehharmonika und Gitarre. Die Besetzung wird in den beliebigsten Variationen erweitert und verändert.
Über das Schützenwesen hat sich in Altaussee auch die militärische Pfeifer- und Trommelmusik erhalten. Den unkonventionellen Umgang mit der Volksmusik dokumentiert zum Beispiel die Altausseer Band Rauhnacht, indem sie traditionelle Motive mit Elementen der Welt-, Funk- und Rockmusik fusioniert.
Die 1852 gegründete Salinenmusik Altaussee und die Feuerwehrmusikkapelle Lupitsch geben im Sommer regelmäßig Platzkonzerte im Altausseer Kurpark.
Das „Ausseea G’wånd“ ist für viele Altausseer eine alltägliche Selbstverständlichkeit, die keine festgesetzten Normen kennt. Es wird kontinuierlich an den jeweiligen Zeitgeschmack angepasst. In diesem Kontext ist auch die Tatsache zu sehen, dass es im gesamten Ausseerland keinen einzigen Trachtenverein gibt. Das „G’wånd“ für Frauen ist ein Dirndl mit weißer Bluse, welches farblich in allen möglichen Variationen vorkommt. Die klassische Version besteht aus einem rosafarbenen Rock („Kittl“), einem grünen „Leibl“ und einer lila Schürze („Fischta“). Bei besonders festlichen Anlässen wird eine schwarze Seidenschürze umgebunden und ein Seidentuch über die Schulter gelegt.
Die Tracht der Herren besteht aus einer grün bestickten Lederhose, die entweder als kurze Hose oder als Kniebundhose ausgeführt ist. Die klassische Altausseer Lederhose ist eine kurze, „sieb’nnahtige“ (mit sieben seitlichen Nähten), bei der am Beinende ein etwa 2 cm breites „Bürserl“ angestückelt wird. Das Resultat ist ein heller Streifen kurz vor dem Hosenende. Zur Lederhose werden handgemodelte grüne Kniestrümpfe (Stutzen), eine grüne Weste (Leüwö) und darüber ein grauer oder ein grüner Spenzer (Janka oder Rock) getragen. Bei besonderen Anlässen wird ein weißes Hemd (Pfoad) angezogen und ein bedrucktes, seidenes Bindl umgebunden.

## Wirtschaft und Infrastruktur

### Beschäftigung
Im Jahr 2009 waren 6,1 % der in Altaussee beschäftigten erwerbstätigen Personen in der Land- und Forstwirtschaft tätig (Vollerwerb). In Industrie und Bauwesen waren 22,6 % beschäftigt, davon 4,5 % im Bergbau. Der Großteil der Erwerbstätigen war im Dienstleistungssektor beschäftigt, davon 11,8 % im Tourismusbereich. Die allgemeine Erwerbsquote belief sich auf 46,0 %, die Erwerbsquote der 15–64-Jährigen auf 68,0 %. Die Arbeitslosenquote betrug 1,8 %.
Die Anzahl der Arbeitsstätten stieg zwischen den beiden letzten Volkszählungen 1991 und 2001 um 9,5 % auf 115. Die Anzahl der Arbeitsplätze erhöhte sich im selben Zeitraum um 11,3 % auf 561. Somit bot die Gemeinde 2001 theoretisch für 75,3 % seiner 745 erwerbstätigen Einwohner einen Arbeitsplatz.
2009 hatten 265 außerhalb der Gemeinde wohnende Personen einen Arbeitsplatz in Altaussee, während 497 Altausseer auswärts arbeiteten. Somit waren im Jahr 2009 63 % aller erwerbstätigen Altausseer außerhalb ihres Wohnorts beschäftigt. 80,4 % der Einpendler kamen aus dem Bezirk Liezen, ebenso blieben 62,6 % der Auspendler innerhalb der Grenzen des Bezirkes.

### Tourismus

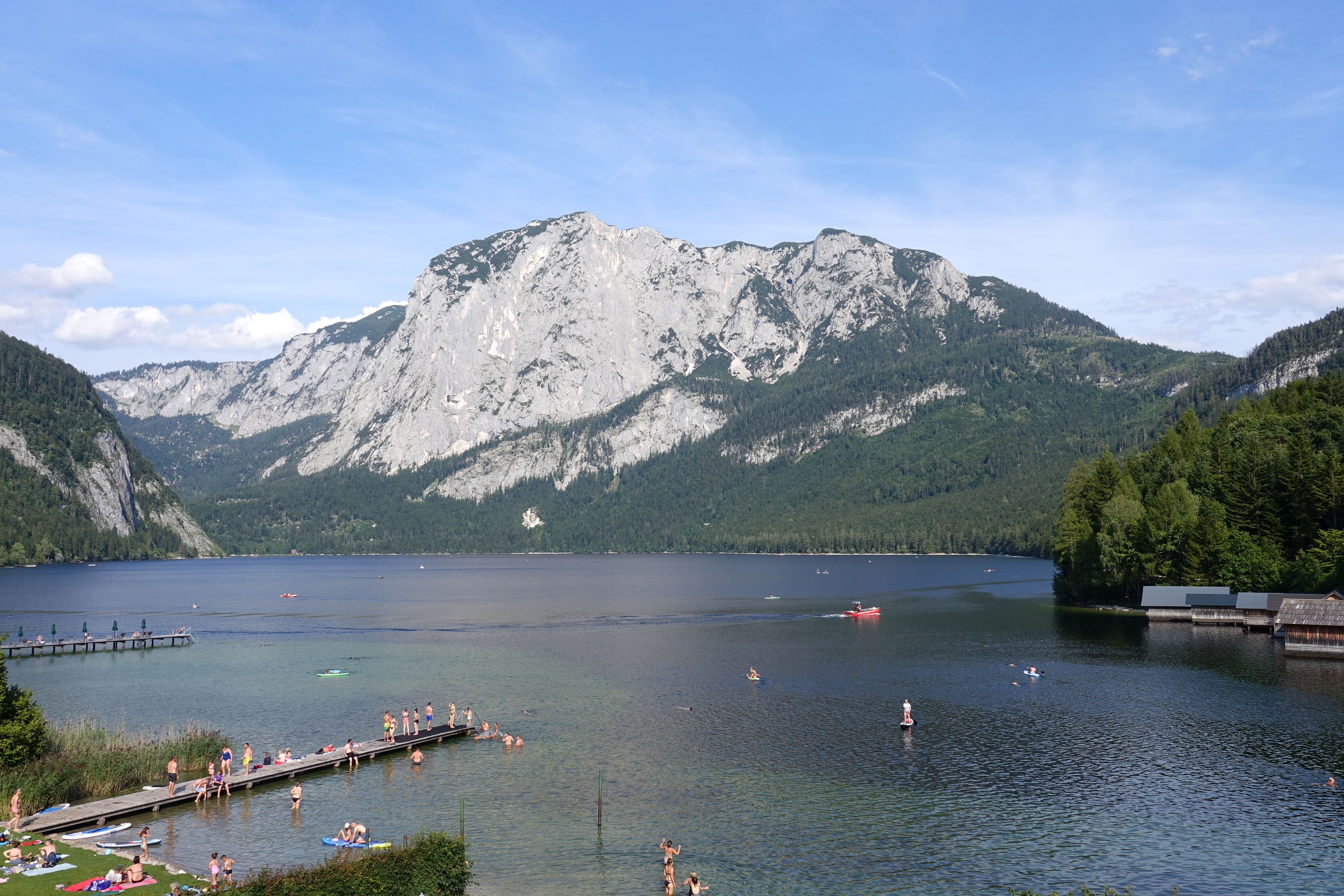
Vor allem im Sommer wird der See wegen milder Wassertemperaturen zum Baden genutzt

Seit der Zeit der Sommerfrische im 19. Jahrhundert hat der Tourismus eine lange Tradition im Ort. Mit 133.345 Nächtigungen pro Jahr (Nächtigungen in allen Unterkunftsarten, Stand: 2011) und 34 touristischen Arbeitsstätten (Stand: 2006) ist die Tourismuswirtschaft in der Sommer- und Wintersaison einer der bedeutendsten Wirtschaftsfaktoren im Dienstleistungssektor.
Die Gemeinde Altaussee bildet gemeinsam mit den anderen drei Gemeinden des steirischen Salzkammerguts die Ferienregion Ausseerland-Salzkammergut. Diese wiederum ist Teil der größeren, bundesländerübergreifenden Tourismusregion Salzkammergut.
In Altaussee gab es 2012 insgesamt 1.661 Gästebetten in 152 Quartieren. Davon waren drei Hotels, zwei davon mit Vier-Sterne-Niveau. Die Hälfte der Betten wurden in Appartements und Ferienhäusern angeboten, rund 35 % in Hotels, Gasthöfen und Pensionen und knapp 15 % in Privatquartieren. Den größten Anteil an Quartieren stellten mit rund 64 % Ferienwohnungen und Ferienhäuser, gefolgt von Privatzimmern (22 %). Weiters gab es ein Jugendgästehaus und einen Campingplatz.
Die Tourismusbetriebe der Gemeinde sind in der Sommersaison besser ausgelastet als in der Wintersaison. Im Winterhalbjahr 2009/10 lag die Bettenauslastung mit 19,6 % deutlich unter dem durchschnittlichen Wert des Bezirkes Liezen (31,6 %). Die durchschnittliche Aufenthaltsdauer betrug 4,3 Tage, die Nächtigungsdichte lag bei 26,7 Übernachtungen pro Einwohner. Beide Werte liegen nur knapp unter dem Bezirksmittel (Aufenthaltsdauer: 4,7, Nächtigungsdichte: 27,4). Im Vergleich dazu betrug im Sommerhalbjahr 2009/10 die Bettenauslastung 31,8 %, was deutlich über dem durchschnittlichen Wert des Bezirkes liegt (23,8 %). Die durchschnittliche Aufenthaltsdauer betrug 3,6 Tage, die Nächtigungsdichte lag bei 47,4 Übernachtungen pro Einwohner. Die Nächtigungsdichte lag klar über dem Bezirksmittel (21,7), die Aufenthaltsdauer knapp darunter (4,1 Tage).

### Landwirtschaft und Bergbau

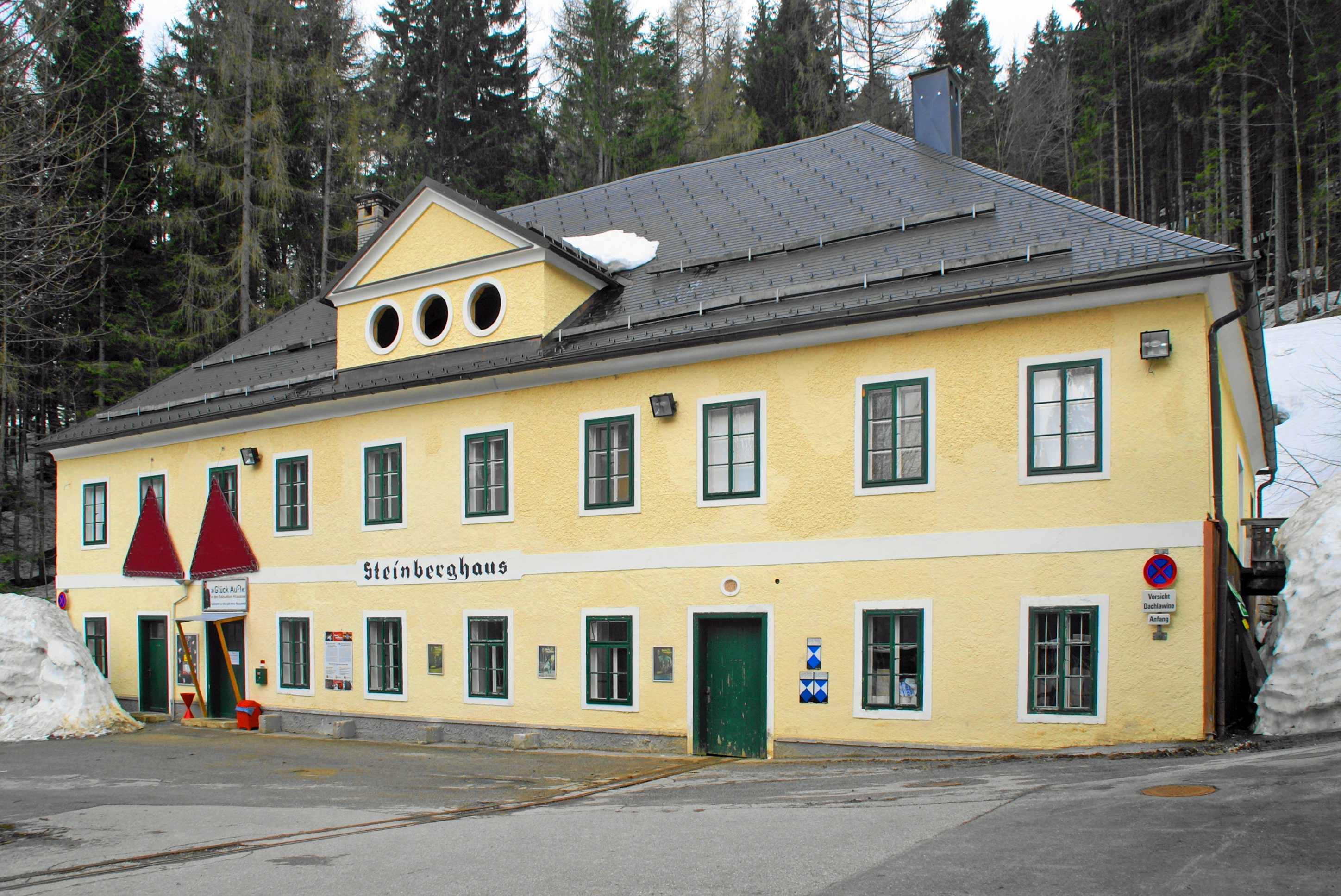
Steinberghaus (ehem. Knappenhaus), heute Schaubergwerk der Salzwelten Altaussee

Seit mindestens 1147 wird am Sandling-Massiv bei Altaussee ohne Betriebsunterbrechung Salz abgebaut. Der Salzbergbau hat maßgeblich zur Entstehung des Ortes beigetragen und über Jahrhunderte neben der kargen Landwirtschaft für ein schmales, aber gesichertes Einkommen der Bevölkerung gesorgt.
Die Salinen Austria AG ist heute noch der größte Industriebetrieb der Gemeinde und beschäftigt 57 Mitarbeiter (Stand: 2012). Mit einer jährlichen Produktion von 450.000 Tonnen Salz (Stand: 2008) ist das Salzbergwerk Altaussee heute die größte Salzgewinnungsstätte Österreichs.
Land- und Forstwirtschaft waren in Altaussee seit jeher eng mit dem Bergbau verbunden. Die Bergarbeiter waren des geringen Verdienstes wegen meist gezwungen, ihr Auskommen zusätzlich als Nebenerwerbsbauern abzusichern. Die Forstwirtschaft stand ebenfalls unter dem Zeichen des Bergbaues, wurden die Sudpfannen der Bad Ausseer Saline doch bis ins 19. Jahrhundert ausschließlich mit Holz befeuert. Dieser Geschichte trägt auch die heutige Gestalt der Land- und Forstwirtschaft Rechnung. Der größte Forstbesitzer sind die staatlichen Österreichischen Bundesforste (der Salzbergbau und die Salinen Austria waren bis 1997 ebenfalls verstaatlicht). Die Landwirtschaft ist von Nebenerwerbsbetrieben dominiert.
1999 gab es in Altaussee 95 land- und forstwirtschaftliche Betriebe, wovon vier als Haupterwerbs-, 81 als Nebenerwerbsbetriebe und zehn als Betriebe juristischer Personen (z. B. die Österreichischen Bundesforste) geführt wurden. Im Vergleich zu 1995 ging die Zahl an Betrieben insgesamt um 11,2 % zurück, die Betriebe im Nebenerwerb gingen um 11 % zurück, die Zahlen an Haupterwerbsbetrieben und jener juristischer Personen blieben konstant. Die von Altausseer Betrieben im Jahr 1999 land- und forstwirtschaftlich genützte Fläche betrug 13.070 ha, wovon 96 % auf Betriebe juristischer Personen, 3 % auf Nebenerwerbsbetriebe und lediglich 0,4 % auf Haupterwerbsbetriebe und fielen. Im Jahr 1999 betrug die durchschnittliche Betriebsgröße 13,8 ha für Haupterwerbsbetriebe, 5,1 ha für Nebenerwerbsbetriebe und 1.260,5 ha für Betriebe juristischer Personen. Da die Gesamtfläche Altaussees nur 9.211,5 ha beträgt, liegen mindestens 29 % der von den ansässigen land- und forstwirtschaftlichen Betrieben bewirtschafteten Fläche außerhalb des Gemeindegebietes.

### Verkehr

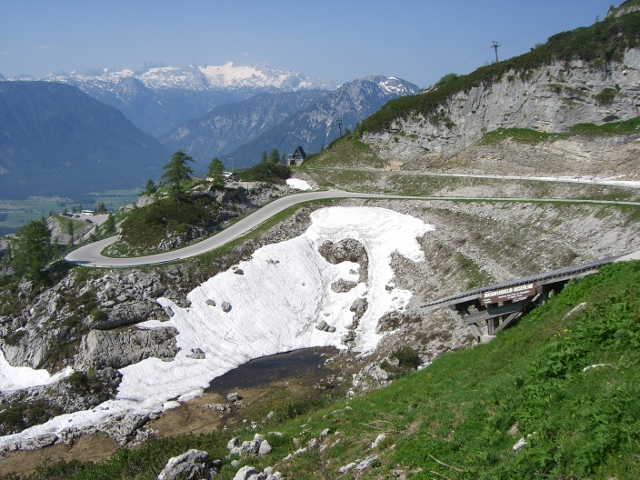
Loser Panoramastraße, Blick Richtung Dachstein

Aufgrund der relativ abgeschiedenen Lage in einem Talkessel ist Altaussee nur im Süden an das überregionale Straßennetz angebunden. Hier ist es die Salzkammergutstraße B 145, die die Gemeinde in Richtung Westen über den Pötschenpass mit Bad Goisern und Bad Ischl und in Richtung Osten mit dem Hinterbergtal und weiter über die Klachauer Höhe mit Trautenfels im Ennstal verbindet. Die Ortschaften Lupitsch und Lichtersberg liegen direkt an der Salzkammergut Bundesstraße, die übrigen Ortschaften werden über die Altausseerstraße L 702, welche Altaussee mit Bad Aussee verbindet, erschlossen. Zusätzlich gibt es mit der Wimmstraße L 702a eine größere Zubringerstraße direkt von der Salzkammergutstraße, welche vor dem eigentlichen Ortsbeginn in die Altausseerstraße mündet.
In Altaussee nimmt weiters die neun Kilometer lange Loser Panoramastraße (erbaut 1970–1975) ihren Anfang. Sie wird als Mautstraße betrieben und führt bis auf 1600 m Seehöhe. Seit 2001 laufen Planungen einer direkten Verbindungsstraße vom Pötschen zum Skigebiet Loser. Ziel ist eine Entlastung der durch das Altausseer Ortszentrum führenden Altausseerstraße. Eine Realisierung war bis 2020 geplant, die Finanzierung ist jedoch noch offen.
Mit öffentlichen Verkehrsmitteln ist Altaussee mittels Linienbussen der ÖBB-Postbus GmbH erreichbar. Die Buslinie 955 bindet die Gemeinde dabei täglich bis zu zwölfmal an die Nachbargemeinde Bad Aussee an (Fahrzeit: zehn Minuten). Der nächstgelegene Anschluss an das Bahnnetz befindet sich ebenfalls im rund vier Kilometer südlich gelegenen Bad Aussee.
Am Altausseer See verkehrt von Ende April bis Ende Oktober ein kleines, solarbetriebenes Ausflugsschiff. Von der Schiffsanlegestelle „Altaussee Madlmaier“ nahe dem Altausseer Ortszentrum fährt es täglich ein- bis fünfmal zur Seewiese am Ostufer des Altausseer Sees und retour. Die Fahrzeit einer einfachen Strecke beträgt circa 25 Minuten.

### Soleleitung
In den Jahren 1905/06 erfolgte der Bau einer Soleleitung (auch „Salzsträhn“ genannt) von Altaussee durch das Rettenbachtal nach Bad Ischl. Dort mündet sie in die historische Soleleitung von Hallstatt zur Saline in Ebensee. Die Gesamtlänge der Leitung beträgt rund 36 km. Seit der Stilllegung der Saline in Bad Aussee im Jahr 1983 fließt die im Salzbergwerk Altaussee gewonnene Sole ausschließlich nach Ebensee. Zuvor wurde die Sole seit dem 13. Jahrhundert vom Altausseer Bergwerk am Sandling über eine rund sieben Kilometer lange Leitung (als „Saltzrynn“ urkundlich belegt) zu den Sudhäusern in Bad Aussee geleitet. 1616 wurde diese Leitung erneuert. Sie bestand aus 3.784 drei Meter langen Holzrohren.

### Bildung, Sicherheit, Gesundheit und Vereine

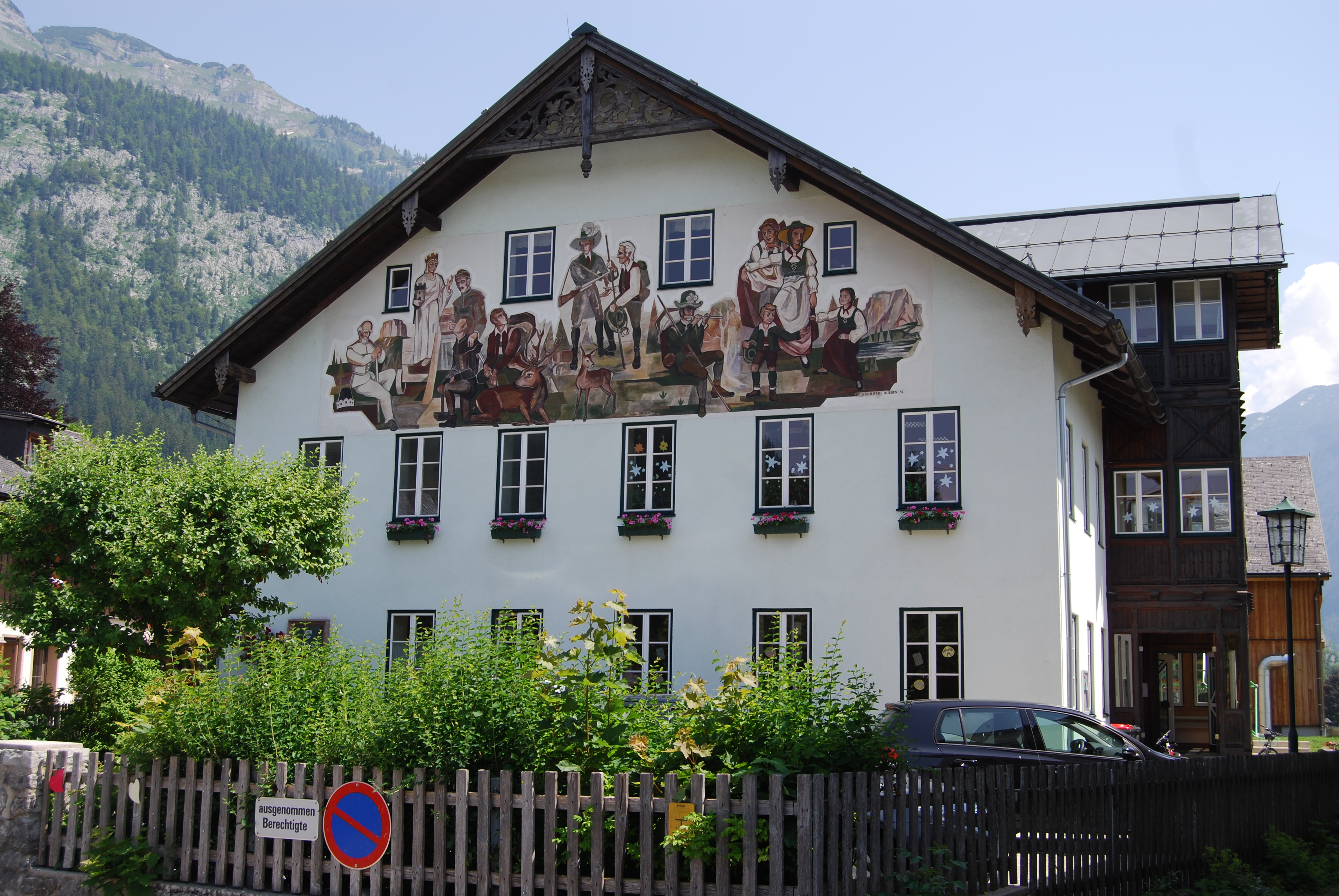
Altausseer Volksschule

Seit 1897 gibt es in der Gemeinde eine eigenständige Volksschule. Bis 1991 gab es auch eine eigene Volksschule in der Ortschaft Lupitsch. Im Jahr 1992 wurde das Altausseer Schulgebäude generalsaniert, in den Jahren 2008/09 erfolgte der Bau eines neuen Turnsaales. Die Schule beherbergt heute vier Klassen, die von sechs Lehrpersonen betreut werden. Weiterführende Schulen bis zur Matura befinden sich in der Nachbargemeinde Bad Aussee. Die nächstgelegene Volluniversität liegt im 79 km entfernten Salzburg.
Altaussee verfügt heute über keine eigene Polizeistation mehr, wobei das Zuständigkeitsgebiet des ehemaligen Gendarmeriepostens der Polizeiinspektion Bad Aussee angegliedert wurde. Die Freiwillige Feuerwehr wurde 1877 gegründet. Neben dem 2006 neueröffneten Hauptgebäude im Ortsteil Puchen verfügt sie seit 1956 über eine eigene Wasserwehr am Altausseer See. Zusätzlich gibt es in der Ortschaft Lupitsch seit 1919 eine eigenständige Feuerwehr.
Zur Bergung von Bergopfern wurde 1952 eine Einsatzgruppe des Österreichischen Bergrettungsdienstes eingerichtet. Für die Gesundheitsversorgung steht in der Gemeinde ein Arzt für Allgemeinmedizin zur Verfügung. Für den Besuch eines Facharztes muss jedoch ins benachbarte Bad Aussee ausgewichen werden. Dort befindet sich auch das LKH Bad Aussee, welches gemeinsam mit dem LKH Rottenmann als „Krankenanstaltenverbund Rottenmann-Bad Aussee“ betrieben wird.
In der Gemeinde Altaussee sind mehr als 40 Vereine (2024) gemeldet. Der älteste Verein ist die Privilegierte Schützengesellschaft, die um das Jahr 1793 gegründet wurde.

### Sport und Freizeit

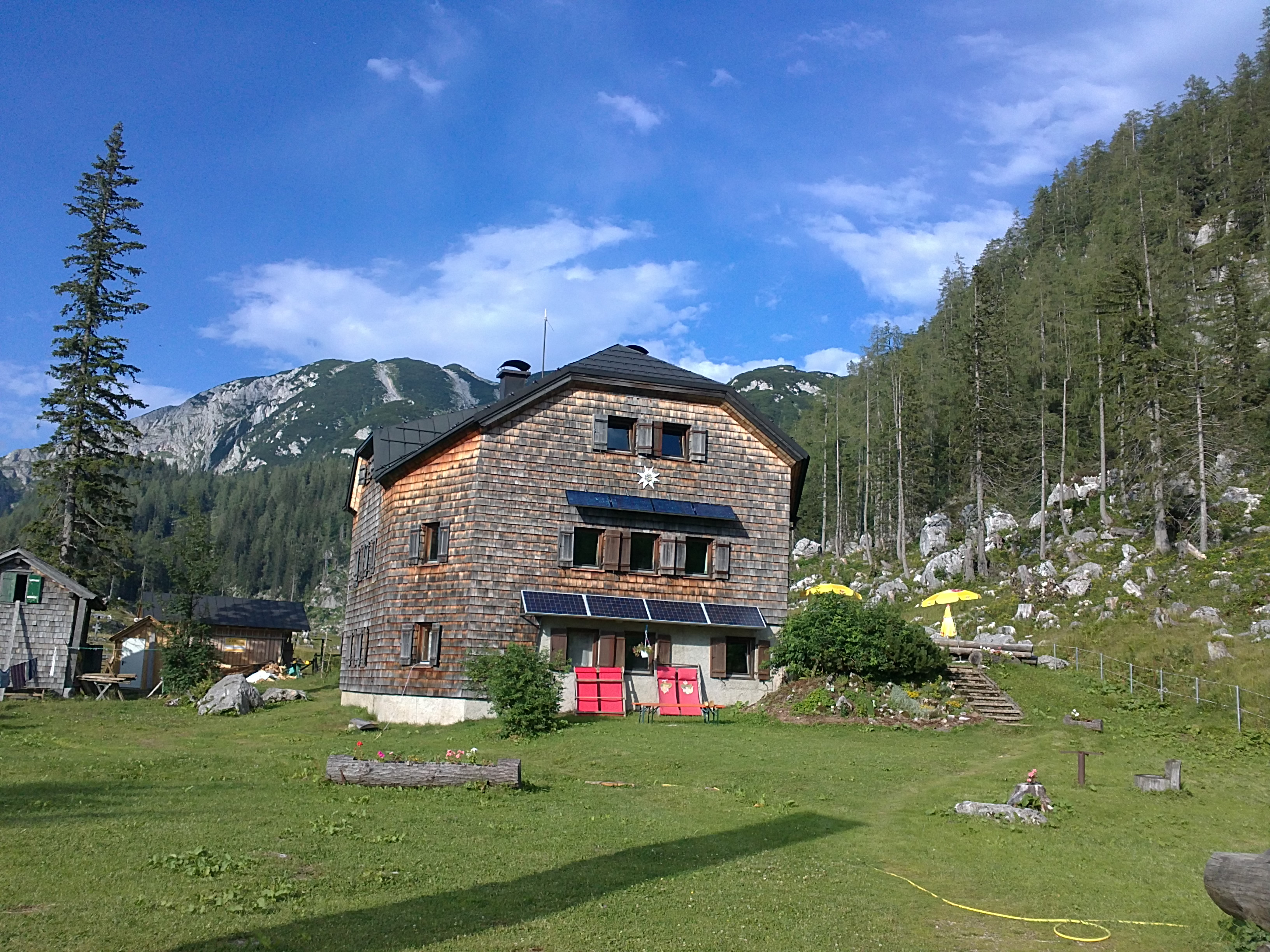
Ischler Hütte im Toten Gebirge

In Altaussee gibt es elf Sportvereine. Größter ist der 1951 gegründete Wintersportverein Altaussee (WSV). Der 1971 gegründete Altausseer Fußballverein (FC Altaussee) wurde 2011 in FC Ausseerland umbenannt und stellt, seit der Auflösung des SV Bad Aussee, den einzigen Fußballverein des Ausseerlandes dar. Neben dem Fußballplatz verfügt der Ort über einen Tennisplatz und eine Stocksportanlage.
Von den gemeldeten Sportvereinen betreibt der Taubenschützenverein Altaussee die wohl ungewöhnlichste Sportart. Bei dieser speziellen Form des „Taubenschießens“ zielt man mit einer hölzernen Taube, die an einem Pendel hängt, auf eine Zielscheibe.
Altaussee bietet Winter- und Sommersportmöglichkeiten. Das Skigebiet Loser-Sandling (850–1770 m) umfasst 29 km Pisten und Abfahrten. Zudem sind im Gemeindegebiet 15 km Langlaufloipen (klassisch und skating) gespurt.
Die umliegenden Berge des Toten Gebirges sind durch ein gut markiertes Wandernetz erschlossen, so führt auch der violette Weg des grenzüberschreitenden Weitwanderwegs Via Alpina durch das Gemeindegebiet. Auf diesem bestehen zudem drei Schutzhütten, die Loserhütte, die Ischler Hütte und die Wildenseehütte. Die bekannteste Wandermöglichkeit der Gemeinde ist ein Rundgang um den Altausseer See (7,5 km, zwei Stunden Gehzeit).
Beliebte Kletterrouten führen durch die Loser-Südwand – über einen 2007 eröffneten Klettersteig (D). – und die Trisselwand-West- und Südwestwand (III+ bis VII-)
Am Loser-Plateau bestehen weiters zwei Startrampen für Drachenflieger (1550 m und 1600 m) und drei ausgewiesene Startplätze für Paraglider (1680 m bis 1837 m).

Panorama-Blick vom Loser Richtung SO bis SW – auf Altaussee

## Politik

### Gemeinderat und Wahlen
Der Gemeinderat als oberstes Gremium der Gemeinde umfasst 15 Sitze und wird alle fünf Jahre im Zuge steiermarkweiter Gemeinderatswahlen gewählt, die letzte Wahl fand 2020 statt. Bei einer Wahlbeteiligung von 69,5 % lag die Zahl der ungültigen Stimmen bei 1,4 %. Bei der Wahl traten mit der ÖVP, der SPÖ und der erstmals kandidierenden Bürgerliste Dialog Lebenswertes Altaussee (DLA) drei Parteien an. Es ergab sich folgende Mandatsaufteilung: Die ÖVP erhielt mit 43,7 % sieben Mandate, die Bürgerliste DLA mit 28,5 % vier Mandate und die SPÖ mit 27,8 % ebenfalls vier Mandate.
Die ÖVP verlor im Vergleich zu den Gemeinderatswahlen 2015 32,6 %. Die Bürgerliste DLA, die sich gegen den touristischen Ausverkauf der Gemeinde wehrt, schaffte mit 28,5 % vom Stand weg den Sprung auf den zweiten Platz und kippte somit die absolute Mehrheit der bisherigen Bürgermeisterpartei. Die drittplatzierte SPÖ konnte gegenüber 2015 4,2 % dazu gewinnen.

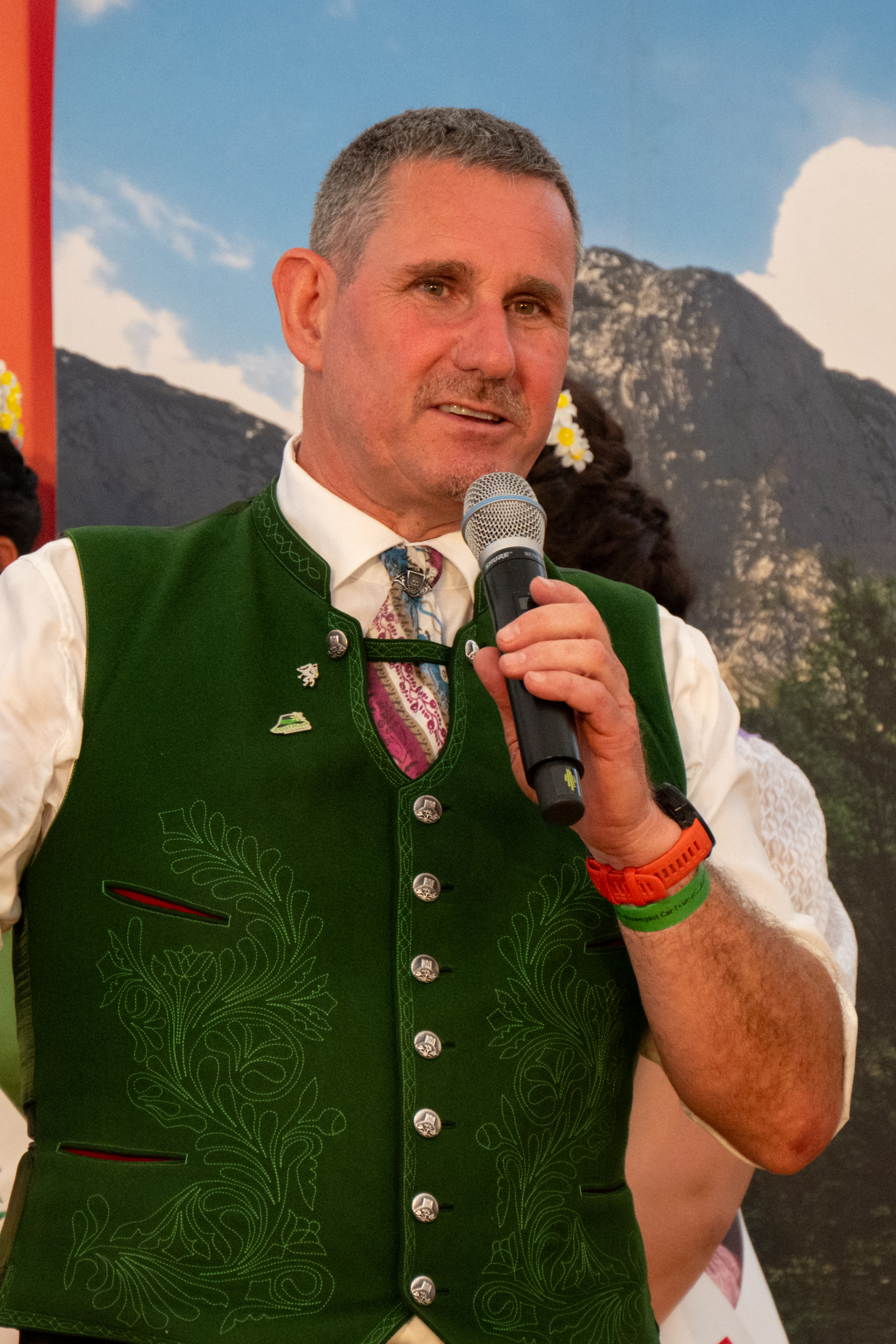
Bürgermeister Gerald Loitzl (2025)

Bürgermeister ist seit 2015 Gerald Loitzl.
Bedingt durch die vom Bergbau geprägte Bevölkerung waren die Sozialdemokraten in Altaussee traditionell stark verwurzelt. Von 1945 bis 2010 stellten sie ununterbrochen den Bürgermeister und die Mehrheit im Gemeinderat. Noch bei den Gemeinderatswahlen 2005 erhielt die SPÖ 9 und die ÖVP 6 Mandate. Die Gemeinderatswahl 2010 brachte eine Wende. Erstmals stellte die ÖVP nun mit 9 Mandaten die Mehrheit, die SPÖ erhielt 6. Ausschlaggebend für diese Trendumkehr hin zur ÖVP war die Kontroverse um den Neubau des LKH Bad Aussee, gegen den sich die SPÖ aussprach.
2015 konnte die ÖVP den Vorsprung ausbauen und erreichte 12 Mandate, die SPÖ nur mehr 3. Eine erneute Trendwende brachte die Gemeinderatswahl 2020 (siehe oben), als mit der unabhängigen Bürgerliste DLA erstmals in der zweiten Republik eine dritte politische Kraft in Erscheinung trat. Die neue Bürgerliste will die Lebensqualität in der Gemeinde steigern und kämpft unter dem Slogan „Altaussee darf nicht Hallstatt werden“ gegen touristische Übervermarktung an. Ihre Kandidatur wurde von zahlreichen prominenten Altausseern wie Klaus Maria Brandauer und Barbara Frischmuth sowie den Grünen unterstützt. Ausschlaggebend waren bei der Wahl 2020 also die klassischen Themen der Altausseer Kommunalpolitik: die steigenden Wohn- und Immobilienpreise, ausgelöst durch zahlreiche ortsfremde Investoren und viele Zweitwohnungsbesitzer, die Umwidmung von Bauland und die mit dem Overtourism einher gehenden Probleme wie Straßenverkehrslärm und -überlastung, Zerstörung der Natur und steigende Lebenserhaltungskosten.

### Wappen
Die offizielle Blasonierung des 1971 verliehenen Gemeindewappens lautet:

„In silbernem Schild über goldenem, mit dem blauen Bergwerkszeichen belegten Schildfuß ein blauer, in einer blauen Felswand gipfelnder Berg. Auf dem Schildfuß ruht eine goldene Schale, aus der ein silberner Springquell aufsteigt. Schlägel und Eisen im Schildfuß weisen auf den Salzbergbau hin, der hier seit dem 12. Jahrhundert betrieben wird, die Schale mit dem Springquell auf die heilkräftige Sole, die vorherrschende blaue Farbe auf den See. Der Berg stilisiert die Silhouette des Loser und deutet zugleich die Burg Pflindsberg an, die als Ruine erhalten ist.“

## Persönlichkeiten

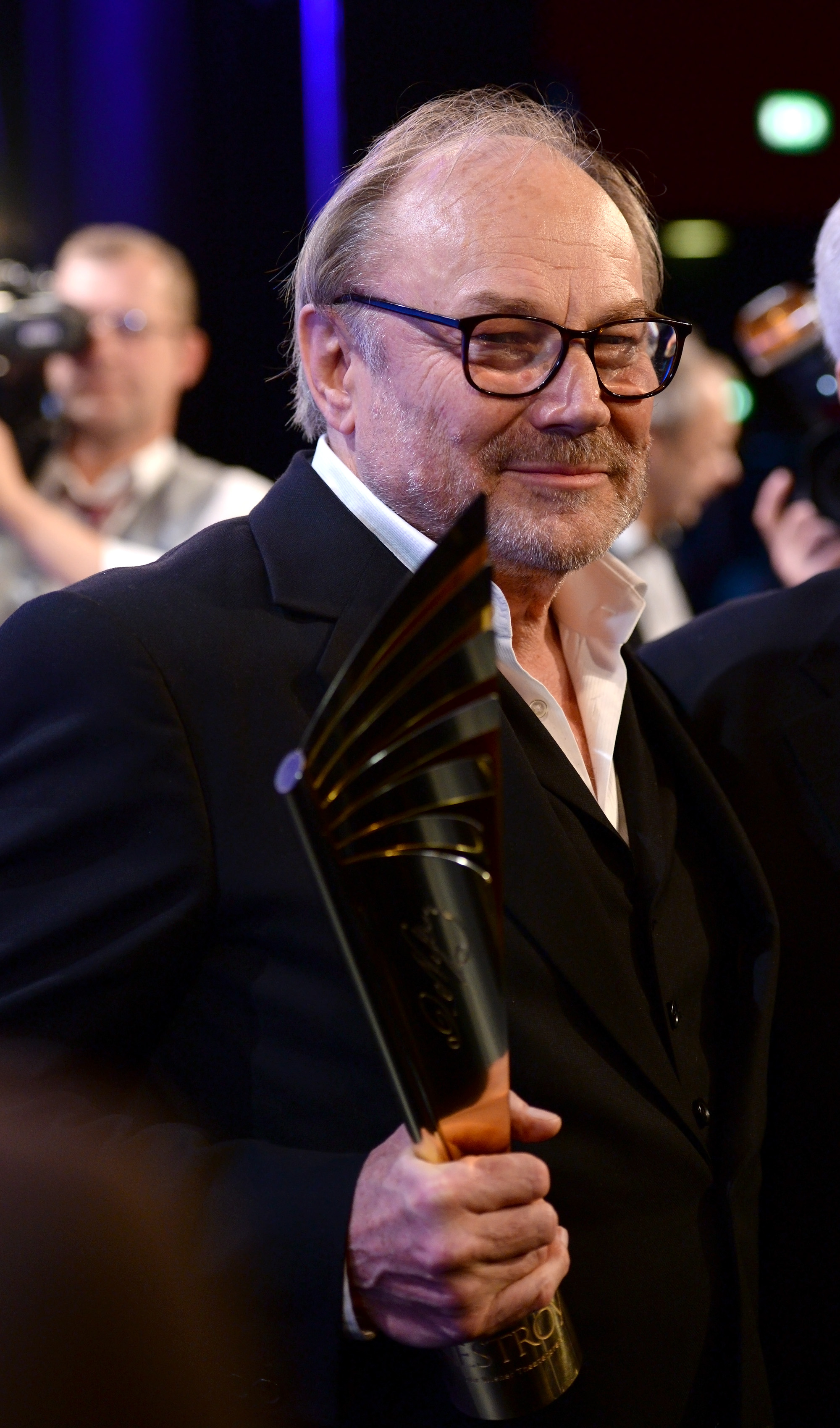
Klaus Maria Brandauer ist Ehrenbürger von Altaussee

### In Altaussee geboren
Im Bereich Kunst und Kultur ist zunächst der Hofnarr von August dem Starken Joseph Fröhlich (1694–1757) zu nennen. Ebenfalls aus Altaussee stammen der Fotograf Michael Moser (1853–1912), die Regisseurin Karin Brandauer (1945–1992) und der Komponist und Musikpädagoge Hermann Markus Preßl (1939–1994). Die Schriftstellerin Barbara Frischmuth (1941–2025) wurde ebenfalls in der Gemeinde geboren und lebte seit 1999 bis zu ihrem Tod wieder dort. Aus dem Bereich des Sports ist der Alpinist und Mitbegründer des Freikletterstils Paul Preuß (1886–1913) anzuführen, aus dem politischen Bereich der Heimatblock-Politiker Hans Tanzmeister (1892–1955), der ÖVP-Politiker Hermann Gaisbichler (1899–1970), die Widerstandskämpferin gegen den Nationalsozialismus Marianne Feldhammer (1909–1996) und der SPÖ-Politiker Adolf Schachner (* 1941).

### Mit Altaussee verbunden
Die wichtigsten mit Altaussee verbundenen und dort wirkenden Personen wurden in den Abschnitten Geschichte und Kunst bereits genannt. Als aktuell in der Gemeinde lebende und wirkende Persönlichkeiten sind der Schauspieler und Regisseur Klaus Maria Brandauer (Ehrenbürger von Altaussee) und der Publizist Paul Lendvai hervorzuheben. Unter den verstorbenen Persönlichkeiten mit Bezug zu Altaussee finden sich auch der Industrielle und Politiker (SPÖ) Hannes Androsch (Ehrenring der Gemeinde Altaussee), der Maler Horst K. Jandl, der Schauspieler Walter Langer, der deutsche Schriftsteller und Regisseur Hans Neuenfels, sowie die Schauspielerin Elisabeth Trissenaar.
Bekannte Personen, die auf dem Altausseer Friedhof begraben liegen, sind unter anderen der Geologe und Anthropologe Ferdinand Leopold von Andrian-Werburg (1835–1914, Ehrenbürger von Altaussee), der Schriftsteller und Diplomat Leopold Andrian (1875–1951), der nationalsozialistische Schriftsteller und Herausgeber Bruno Brehm (1892–1974), der deutsche Roman-, Drehbuchautor und Regisseur Eberhard Frowein (1881–1964), der österreichische SS-Offizier Wilhelm Höttl (1915–1999), die italienische Ärztin und Psychoanalytikerin Alice Ricciardi (1910–2008), der deutsch-jüdische Schriftsteller Jakob Wassermann (1873–1934) wie auch sein Sohn Charles Wassermann (1924–1978).
Auch der Automobil-Rennfahrer Eusebius „Sewi“ Hopfer (1954–1996) fand auf dem hiesigen Friedhof seine letzte Ruhe.